# 폴 매카트니
제임스 폴 매카트니 경(영어: Sir James Paul McCartney, CH, MBE, 1942년 6월 18일 ~ )은 영국의 싱어송라이터, 작사작곡가, 세미-클래식 음악가, 사회 운동가, 음반·영화 프로듀서이다. 비틀즈의 공동 리드 싱어, 공동작곡가, 베이시스트로서 전 세계적으로 명성을 떨쳤다. 존 레논과 가졌던 작곡 파트너십은 지금껏 가장 성공적인 것으로서 역사에 아로새겨져 있다. 베이스 연주에 있어서의 선율적 어프로치(melodic approach), 다재다능함과 폭넓은 테너 보컬, 음악적 절충주의, 초기 로큰롤 팝에서 클래식, 일렉트로니카에까지 이르는 장르 탐구는 그 이름을 더욱 빛내주고 있다.
리버풀 출신으로 청소년기에 피아노, 기타, 작곡을 독학하였고, 재즈 연주자인 아버지와 리틀 리처드, 버디 홀리 등 로큰롤 가수들로부터 영향을 받았다. 1957년 밴드 쿼리멘의 멤버가 됨으로써 커리어를 시작하였으며 1960년 이 밴드는 비틀즈로 발전한다. 별칭은 '귀여운 비틀(the cute Beatle)'. 비틀즈 활동 후기 런던의 아방가르드를 접하고 비틀즈의 정규앨범에 실험적 미학을 결합하는 데 큰 공헌을 했다. 1967년 앨범 《Sgt. Pepper's Lonely Hearts Club Band》부터는 비틀즈의 사실상의 리더가 되어 그 음악과 영화 프로젝트에 주동적 역할을 수행하였다. 매카트니가 비틀즈 시기 작곡한 〈And I Love Her〉, 〈Yesterday〉, 〈Eleanor Rigby〉, 〈Blackbird〉 따위는 가장 많이 커버된 노래의 명단에도 실린다.
비틀즈 해산 이후 1970년 앨범 《McCartney》의 발표와 함께 솔로 아티스트로 데뷔하였으며 부인 린다, 데니 레인과 밴드 윙스를 결성하였다. 매카트니의 리드에 따라 윙스는 70년대 가장 성공한 밴드 가운데 하나가 되었으며 한 다스가 넘어가게 톱 10 싱글 및 앨범을 배출하였다. 1980년 솔로 커리어를 재개하여 89년까지 솔로 아티스트로서 투어를 돌았다. 윙스 없이도 영미 1위 히트곡으로 〈Uncle Albert/Admiral Halsey〉(린다 합작), 〈Coming Up〉, 〈Pipes of Peace〉, 〈Ebony and Ivory〉(스티비 원더 합작), 〈Say Say Say〉(마이클 잭슨 합작) 따위를 배출하였다. 음악 방면 외에서는 여러 국제적 자선단체의 홍보에 힘쓰고 있으며 동물권, 물개 사냥, 지뢰, 채식주의, 빈곤, 음악 교육 따위 주제에서 그 활동은 두드러진다.
빌보드 핫 100 정상에 단독, 공동 작곡한 곡을 총 32개 올려놓았으며 2009년 기준으로 미국에서 2,550만 장의 판매기록을 RIAA에서 인증받았다. 로큰롤 명예의 전당에 비틀즈로서 그리고 솔로 아티스트로서 2회 헌액되었으며, 1965년 대영제국훈장을 수훈하였으며 1997년 음악에 대한 공헌을 인정받아 최하위 훈작사에 임명되었다. 2020년 기준으로 그의 부는 8억 파운드에 달하는 것으로 추정되고 있다.

## 어린 시절

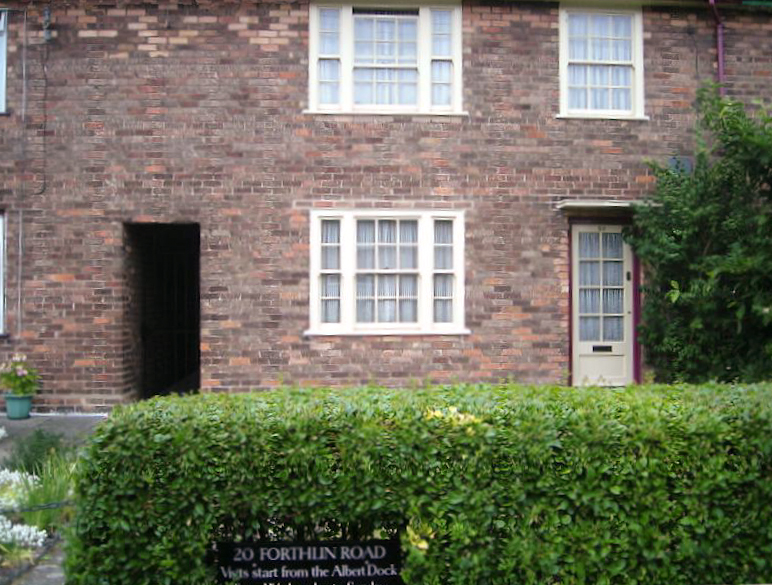
매카트니 일가가 1955년 이사한 포슬린 로드 20번지의 집

매카트니는 1942년 6월 18일 리버풀의 월튼 구역에 자리한 월튼 병원에서 태어났다. 어머니 메리 패트리샤(Mary Patricia)는 이곳에서 유자격 간호사로서 일하고 있었다. 아버지 제임스 "짐" 매카트니(James "Jim" McCartney)는 당시가 제2차 세계대전 중인지라 자원 소방수로 일하러 가는 바람에 매카트니의 태어나던 모습을 보지 못했다. 매카트니에게는 피터 마이클이라고 하는 남동생과 아버지가 재혼하여 얻은 여동생 루스가 있었다. 가톨릭을 믿은 어머니를 따라 폴과 마이클 모두 세례를 받았으나 아버지가 신교도에서 불가지론자로 전향하여 종교의 큰 영향없이 자라났다.
매카트니의 전기작가 피터 아메스 칼린에 따르면 매카트니의 부모는 "노동자계급의 최하층" 출신이었으나, 그 생애 동안 다소의 계층이동을 경험해 보았다 한다. 전전 영국에서 짐은 목화를 파는 회사 A. Hannay and Co.에서 판매원으로 일하였으나 전쟁이 발발하자 회사는 문을 닫고 짐은 대신 네피어에서 선반공으로 일하였다. 밤에는 자원하여 소방대에 참여하였다. 1944년 가족이 늘자 노슬리에 있는 플랫으로 이사하였고, 1946년 다시금 스피크에 있는 공영주택으로 옮겼다. 전후 짐은 목화 판매원으로 복직하였으나 임금은 줄은 상태였다. 메리가 방문 조산사로서 벌어들이는 돈이 더 많을 정도였다.
1947년에서 1949년까지 스피크의 스톡턴 우드 로드 초등학교에 다녔으나 학교의 정원초과로 인하여 벨 베일의 조셉 윌리엄스 초등학교로 전학하였다. 1953년 90명 가운데 3명만 통과한 11플러스 시험에 합격하여 그래머 스쿨인 리버풀 인스티튜트에 다니게 되었다. 1954년 스피크의 교외집에서 출발하는 버스에서 학우 조지 해리슨을 만났다. 둘은 빠르게 친해졌다. 매카트니는 후일 말하기를 "저는 그를 깔보듯 말하고는 했는데 그가 저보다 한 살 어렸기 때문이에요."라 했다.
매카트니의 어머니 메리는 조산사로서 일가에서 중추적인 수입원이었다. 메리의 수입 덕에 앨러튼의 포슬린 로드 20번지로 이사할 수 있었다. 이곳에서 가족은 1964년까지 살았다. 메리는 환자까지 자전거를 타고 출근하였는데, 매카트니는 어릴 적의 기억을 더듬어 그녀가 "새벽 3시의 거리 ... 눈이 깊이 쌓인" 날 출근하였노라 말하였다. 1956년 10월 31일 매카트니가 14살이 된 해에 어머니는 유방암 수술의 합병증인 색전증으로 사망하였다. 매카트니의 아픔은 훗날 17살 때 어머니 줄리아를 잃은 존 레논과의 관계를 더욱 돈독히 해주었다.
제가 자랐던 곳의 사람들은 어디 견줄 데 없이 좋은 사람들 뿐이었어요 (...) 예컨대 대통령이나 총리를 데려와도 말입니다, 아무것도 이루지 않았음에도 불구하고 리버풀 사람들에 비하면 전혀 당치도 않아요. 중요하거나 유명한 위인들도 아니지만, 슬기로웠어요. 제 아버지가 그랬던 것처럼요. 뜨거운 나이프로 버터를 자르듯 문제를 해결해 나가고는 했어요. 그런 사람들이야말로 인생에 필요한 사람들입니다. 지구의 소금이라 할까.
매카트니의 아버지는 1920년대 짐 맥이 이끄는 재즈 밴드에서 트럼펫과 피아노를 맡아본 바 있었다. 그는 업라이트 피아노를 거실에 두어 아들이 음악적으로 고무되게 하고 피아노 연습을 도와주기도 하였다. 그러나 매카트니는 귀동냥으로 연습하기를 선호했다. 매카트니가 11살이 된 해 아버지가 리버풀 카데드랄 성가대 오디션을 보기를 권하였으나, 매카트니는 거절하였다. 대신 모즐리 힐의 성 바나바 교회의 성가대에 참가하였다. 14살 생일 때 매카트니는 니켈도금된 트럼펫을 선물로 받았다. 그러나 라디오 룩셈부르크로 인하여 로큰롤이 유행하자, 노래를 부르면서 연주하고 싶어 15 파운드짜리 프라무스 제니스(모델 17) 어쿠스틱 기타랑 교환하였다. 막상 기타를 잡아 보니 오른손잡이용 기타였던지라 자신이 연주하기에는 어려움이 있었다. 이후 슬림 휘트먼의 광고지에서 휘트먼이 왼손잡이용을 들고 있는 것을 보고 현의 순서를 반대로 갈아끼웠다. 제니스 기타를 사용하여 매카트니는 자신의 처녀곡 〈I Lost My Little Girl〉을 작곡하였다. 또한 피아노로는 훗날 〈When I'm Sixty-Four〉이 되는 소곡을 작곡하기도 했다. 미국의 리듬 앤 블루스의 영향을 받았으며 리틀 리처드야말로 어린 시절 그의 우상이었다. 버틀리 파일리 휴가캠프의 장기자랑대회에서 이루어진 그의 첫 대중공연에서 노래한 곡이 〈Long Tall Sally〉였던 것이다.

## 커리어

### 1957–1960: 쿼리멘
1957년 7월 6일 매카트니가 15세가 된 해 매카트니는 울튼의 성 피터 교회 홀에서 열린 모금행사에서 존 레논과 그 밴드 쿼리멘을 만난다. 쿼리멘은 로큰롤과 스키플이 혼합된 노래를 연주하였는데 대중음악을 비롯하여 재즈, 블루스, 포크의 영향을 받았다. 머지 않아 매카트니는 쿼리멘에 리듬 기타리스트로 합류하게 된다. 또한 존 레논과 가까운 관계를 형성하게 되었다. 1958년 이번에는 해리슨이 리드 기타리스트로서 합류했고, 그 뒤 1960년 레논의 미술학교 벗이었던 스튜어트 섯클리프가 베이시스트로 합류하였다. 1960년 5월 조니 앤 더 문도그스(Johnny and the Moondogs), 비탈스(Beatals), 더 실버 비틀스(the Silver Beetles) 등 여러 이름으로 바꿔가던 가운데 1960년 8월 비틀즈라는 이름으로 정착하였다. 또한 계약에 따라 함부르크로 이전하기 전 피트 베스트를 드러머로 모집하였다.

### 1960–1970: 비틀즈

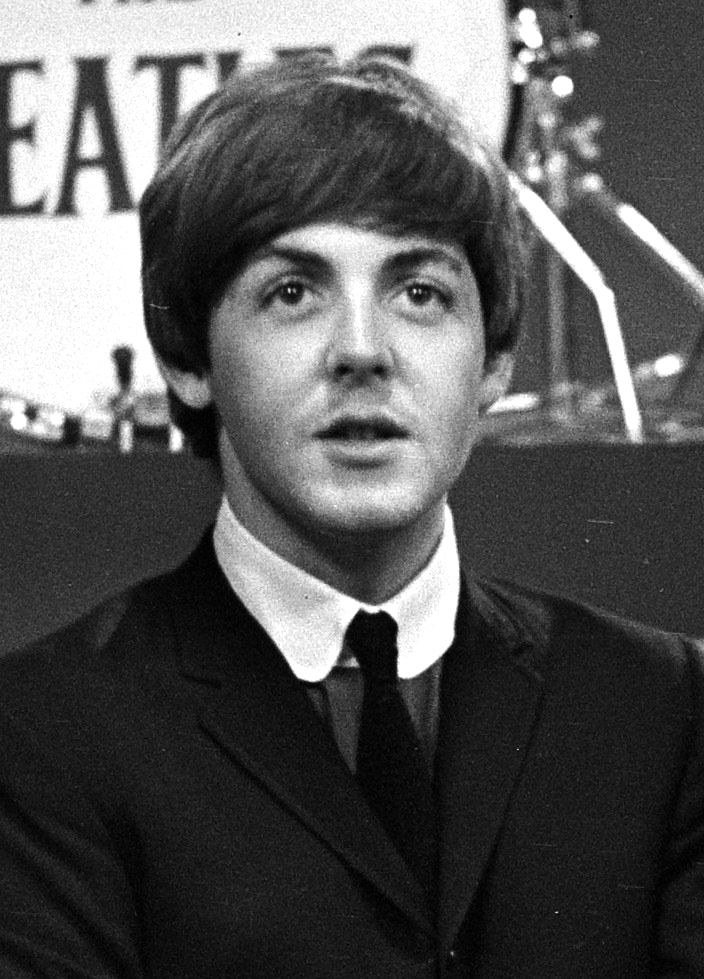
1964년의 매카트니

1961년 섯클리프가 비틀즈를 탈퇴하고 매카트니가 억지 춘향으로 베이스 자리를 맡게 되었다. 함부르크 체류 당시 영국의 가수 토니 토니 셰리던의 싱글 〈My Bonnie〉의 배킹 밴드로서 처음 프로페셔널한 녹음을 하게 되었으며 그 명의는 더 비트 브라더스(the Beat Brothers)였다. 이것은 브라이언 엡스타인의 주목을 끌게 되었다. 엡스타인은 1962년 1월 비틀즈의 매니저가 되어 차후 그들의 성장과 성공에 막대한 영향을 주게 된다. 링고 스타가 8월 피트 베스트를 대체하게 되었으며, 10월 첫 히트곡 〈Love Me Do〉를 발표, 1963년 비틀즈는 영국에서 유명해졌으며 이듬해 미국에서도 그러했다. 히스테리 상태가 된 팬들을 일러 '비틀마니아'라는 신조어까지 탄생했으며, 언론은 매카트니를 일러서 '귀여운 비틀'이라고 했다. 매카트니는 존 레논과 함께 많은 초기 히트곡들을 배출하였으며 그 예로는 〈I Saw Her Standing There〉, 〈She Loves You〉, 〈I Want to Hold Your Hand〉, 〈Can't Buy Me Love〉가 있다.
1965년 현악 사중주가 동원된 폴 매카트니의 작곡 〈Yesterday〉가 발표된다. 앨범 《Help!》에도 수록된 이 곡은 비틀즈가 최초로 클래식한 음악적 요소를 사용한 곡이며 동시에 한 멤버만이 녹음에 참여한 최초의 곡이다. 〈Yesterday〉는 역사상 가장 많이 커버된 곡 중 하나로 남아있다. 그 다음해 정규앨범 《Rubber Soul》의 녹음 세션에서 매카트니는 레논을 대신하여 다른 멤버들을 압도하는 음악적 힘으로 부상한다. 음악학 연구가 이언 맥도널드는 쓰기를 "[1965년]부터 [매카트니]는 작곡가에 있어서 뿐만 아니라 기악연주자, 편곡자, 프로듀서 그리고 사실상의 비틀즈의 음악적 감독에 있어서 우세해졌다." 한다. 평론가들은 《Rubber Soul》에서 비틀즈는 음악 및 가사에서 개량과 심오함에 있어 두드러지는 진보를 이루었다고 평한다. 비틀즈의 전곡 중에서도 가장 높은 지점에 있다고 평가되는 본 앨범의 수록곡 〈In My Life〉를 레논과 매카트니 모두 자신이 지었다고 말한다. 매카트니가 앨범에 대해 설명하기로는 "우리는 우리만의 귀여운 시대를 보냈고, 이제는 그것을 확장할 때였다" 말한다. 녹음 엔지니어 노먼 스미스는 밝히되 《Rubber Soul》 세션은 밴드 내의 커져가는 불화의 조짐을 보여주었다고 한다. 그의 말에 의하면 "존과 폴의 충돌은 점차 본격화되어갔다. ... [그리고] 폴이 생각기로는 [조지 해리슨]은 아무런 권한이 없었다. 폴은 너무나 까다로웠던 것이다."
1966년 비틀즈는 앨범 《Revolver》를 발표한다. 고매한 가사, 스튜디오 실험, 아울러 획기적인 현악편곡에서 사이키델릭 록에 이르기까지 음악 장르의 레퍼토리를 확장시킨 본 앨범은 비틀즈의 예술적 도약을 뚜렷이 보여주었다. 매카트니의 세 번 연이은 A면 수록곡 중 첫 번째인 싱글 〈Paperback Writer〉가 LP에 앞서 발표되었다. 비틀즈는 이 곡과 더불어 B면 〈Rain〉의 짧은 홍보영상을 제작했다. 이 영화는 해리슨에 말마따나라면 이것은 "비디오의 선구자"로서 1966년 6월 《에드 설리번 쇼》와 《톱 오브 더 팝스》에 방영되었다. 《Revolver》에는 현악 8중주를 동원한 매카트니의 〈Eleanor Rigby〉가 실려 있다. 굴드는 이 곡을 "신고전주의적 역작 ... 그 어떤 정립된 스타일과 장르에도 순응치 않는 참된 하이브리드"라 했다. 배킹 보컬을 제외하면 이 곡에는 매카트니의 리드 보컬과 프로듀서 조지 마틴의 현악 편곡이 들었을 따름이다.
1966년 미국 투어를 끝으로 비틀즈는 상업적 콘서트를 중단한다. 그해 말 매카트니는 비틀즈와 처음 별개로 시작한 음악적 프로젝트—UK 프로덕션의 《더 패밀리 웨이》의 사운드트랙 작업을 완료했다. 이 프로젝트는 조지 마틴과 둘이서 한 것으로서 매카트니가 쓴 두 개 주제가를 마틴이 13개 변주곡으로 만들어주었다. 비록 차트 진입에는 실패했으나 매카트니를 아이버 노벨로상 최우수 기악 주제곡 부문에서 수상케 해주었다.

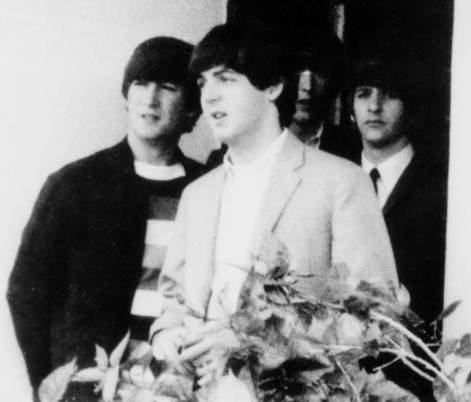
1964년의 비틀즈

비틀즈의 공연 경력이 끝나자 매카트니는 밴드 내에서 불안함을 감지하였고, 이들의 창의적 생산력을 유지하고 싶어 했다. 매카트니는 비틀즈를 압박하여 새로운 프로젝트를 추진, 그것이 첫 콘셉트 록 앨범으로 평가되는 《Sgt. Pepper's Lonely Hearts Club Band》다. 매카트니는 비틀즈의 새로운 페르소나를 창조하여 이들로 하여금 실험의 수단으로 삼게 했으며 또한 팬들에 자신들이 음악적으로 성숙해졌음을 보이고 싶어 했다. 그렇게 탄생된 것이 앨범의 타이틀 트랙의 가상의 밴드였다. 매카트니는 이렇게 말한다. "우리는 비틀즈로 있는 것에 신물이 났습니다. 염병할 네 명짜리 몹톱(더벅머리) 어프로치를 무척이나 혐오했어요. 소년이 아니라 성인이었다 이 말입니다 ... 그리고 우리를 아티스트라 생각했지 공연자로는 생각지 않았어요.
1966년 11월부터 시작된 앨범의 녹음 세션에서 밴드는 실험적 태도를 취한다. 수록곡 〈A Day in the Life〉의 녹음에서는 40인조 오케스트라가 동원되었는데 이것은 마틴과 매카트니가 번갈아가며 지휘했다. 이 세션에서 두 곡이 만들어져 1967년 2월 더블 A사이드 싱글 〈Strawberry Fields Forever〉/〈Penny Lane〉으로 발표되었으며 6월 정규앨범이 그 뒤를 이었다. 매카트니가 그린 잉크 스케치를 기반으로 앨범의 재킷은 팝 아티스트 피터 블레이크와 잰 하워스가 콜라주 디자인하였다. 비틀즈가 서전트 페퍼스 론리 하츠 클럽 밴드의 코스튬을 입고 많은 유명인들과 함께 서 있는 모습을 담아냈다. 이 앨범 커버는 사람들의 분석욕을 크게 자극하였다.
브라이언이 죽고 나서 폴이 나서서 우리를 이끌고자 했다 ... 우리는 쳇바퀴나 돌고 있었다 ... 당시에 이미 해체된 것이나 다름없었다. 붕괴였던 것이다. '우리 큰일났다(we've fuckin' had it)'고 나는 생각했다.
1967년의 엡스타인의 죽음은 공백을 만들어냈다. 비틀즈는 당혹해 했으며 장래를 걱정하기 시작했다. 매카트니는 자기가 나서 그 공백을 메우고자 했으며 사실상의 리더 겸 비즈니스 매니저가 되었다. 비틀즈의 리더십이 존 레논에서 폴 매카트니로 넘어가는 이 전환기에 매카트니는 밴드를 나아가게 하고자 텔레비전 영화의 제작 계획을 제안한다. 그것이 바로 《매지컬 미스터리 투어》로 발전된다. 비틀즈 역사학자 마크 루이존에 따르면 이 프로젝트는 "행정상 악몽 투성이"였다. 영화의 대개를 매카트니가 감독했으며 이것은 비틀즈에 있어 첫 평론가의 혹평을 불러일으킨다. 그렇지만 영화의 사운드트랙은 성공적이었다. 영국에서는 6 트랙짜리 더블 EP로 발표, 미국에서는 같은 제목에 비틀즈의 최근 싱글로 발표된 다섯 곡을 더 추가한 LP로 바꿔 발표되었다. 캐피틀의 컴필레이션만이 정규앨범으로 인정되며 《Magical Mystery Tour》 LP는 출시 3주만에 8백만 달러 수익을 올렸다. 당시 캐피틀 LP 가운데 이 기록을 넘어가는 것은 없었다.
1968년 7월 매카트니의 1966년 작곡을 기반으로 만들어진 애니메이션 영화 《노란 잠수함》이 초연된다. 평론가들은 영화의 비주얼 스타일, 유머, 음악에 찬사를 보냈으나 여섯 달 후에 발매된 그 사운드트랙은 이보다는 못한 평가를 받았다. 1968년 말 비틀즈 내의 관계는 악화일로를 걷고 있었다. 이른바 화이트 앨범으로 일컬어지는 비틀즈와 동명의 2장짜리 앨범이 바로 이 긴장 가득한 시기에 만들어졌다. 문제는 이듬해의 《Let It Be》 세션에서도 심각해져갔다. 촬영진들이 당시 세션에서 매카트니의 다음과 같은 훈시를 촬영하였다. "엡스타인 씨가 돌아가신 후로 우리는 매우 부정적이 되었어 ... 우리 항상 [그의] 훈계로 인하여 싸워왔지만, 그 훈계가 우리에게 비롯되어서 싸우는 것이라면 바보 같은 짓이야"
1969년 매카트니는 초취 린다 이스트먼과 결혼, 그해 8월 첫 자식이 되는 메리를 낳는다. 메리는 그의 어머니 이름을 딴 것이다. 비틀즈의 마지막 앨범 《Abbey Road》의 녹음에서, 마틴은 "계속해서 움직이는 음악작품(a continuously moving piece of music)"을 만들어보자며, 교향곡스러운 생각을 해볼 것을 비틀즈에게 제안한다. 매카트니는 이에 동의했으나 레논은 아니었다. 둘이는 결국 타협하여 매카트니의 안을 받아들이는 것으로 끝을 보았다. 본 LP의 앞면은 각각이 독립된 곡, 뒷면은 긴 메들리의 곡이 수록되었다. 1969년 10월 원래의 매카트니는 이미 1966년 차 사고로 죽고 그 닮은꼴로 대체되었다는 루머가 부상한다. 이것은 그러나 11월 《라이프》지가 매카트니와 그 가족을 취재한 것으로 재빠르게 논박되었다. 따라붙은 캡션은 "폴은 여전히 우리와 있다(Paul is still with us)".
1970년 4월 10일 앨런 클라인에 의한 매니지먼트를 둘러싼 비즈니스 문제로 멤버들과 한창 싸우던 무렵 매카트니는 비틀즈 탈퇴를 선언한다. 1970년 12월 31일 비틀즈의 공식적 해산을 위해 고소를 취했으며 1971년 3월 법원은 비틀즈의 회사 애플 코어의 재정을 감독할 관재인을 지명한다. 영국 법원은 1975년 1월 9일에야 비틀즈의 파트너십을 법적으로 해소하였다. 그러나 비틀즈의 음반사 EMI, 클라인, 그 밖의 관련 인물들끼리의 고소전은 1989년까지 끊이지 않았다.

### 1970–1981: 윙스
솔로 아티스트로서는 계속하고 싶지 않았어요 ... 고로 밴드를 꾸려야 한다는 게 당연하게 되었죠 ... 린다와 제가 서로 대화를 나눈 끝에 '하자, 그렇지만 슈퍼그룹은 말고, 출발점에서 새로 시작하는 거야.' 했어요.
비틀즈가 1969-70년 해산되면서 매카트니는 우울증에 빠져들어갔다. 부인 린다는 그런 매카트니에게 그의 작곡을 칭찬하고 또 계속 곡을 쓰고 녹음하도록 설득함으로써 그 기분에서 빠져나올 수 있게 도왔다. 비틀즈가 해산되던 때 쓴 〈Maybe I'm Amazed〉가 그녀 덕에 쓰였다고 매카트니는 설명한다. "그게 내 진심이었어요. 지금 일어나고 있는 일에 놀라고 있나 봐 ... 나는 하나의 남자고, 당신은 나를 건져줄 단 하나의 여자인가 봐. 내가 이해하도록 도와주지 않겠어? ... 나를 그 시간에서 빼내주고 내 손을 잡아준 데 대해, 그리고 당신이 정말로 필요하다는 감정에 놀라나 봐."라고. 또 "모든 사랑 노래는 린다에 바치는 것이었다."고 매카트니는 부연한다.
1970년 매카트니는 첫 솔로 앨범 《McCartney》를 발표함으로써 음악 커리어를 계속 이어나갔다. 이 앨범은 미국에서 1위를 달성했다. 린다가 보컬에 일부 참여한 것을 제외하자면 《McCartney》는 원맨 앨범으로서 매카트니가 작곡에서 연주, 보컬까지 전부 다 했다. 1971년 두 번째 솔로 앨범 《Ram》에서는 린다와 드러머 데니 세이웰과 합작하였다. 영국에서 1위 미국에서 5위 성적이었다. 또한 미국 1위 싱글 〈Uncle Albert/Admiral Halsey〉가 여기서 배출되었다. 이해 말 전 무디 블루스 기타리스트 데니 레인이 매카트니와 세이웰에 합류하여 밴드 윙스가 결성된다. 매카트니는 윙스의 결성 배경에 대해 이렇게 말한다. "윙스는 참으로 어려웠던 아이디어였습니다 ... 어느 그룹이 되었든 [비틀즈의] 성공을 이어가기란 여간 어려운 일이 아니거든요 ... 제가 그 입장에 있다는 것을 깨달았어요. 그렇지만 계속 진행할 건가 그만둘 건가의 기로에 섰을 때 저는 그만두기에는 음악을 너무 사랑했던 거예요." 1971년 9월 딸 스텔라가 태어난다. 이름은 린다의 할머니 이름에서 따온 것.
기타리스트 헨리 맥컬로프를 기용하고서 1972년부터 윙스는 처음으로 투어에 나선다. 첫 공연장이 된 곳은 노팅엄 대학교로 관중은 700명이었다. 밴을 타고 영국을 가로질러 대학을 순회하면서 10회의 공연을 더 뛰었으며, 그러는 동안 윙스의 멤버들은 수수한 숙소에서 지내며 학생들이 모아온 동전을 보수로 받았으며, 일부러 비틀즈의 노래는 공연하려 하지 않았다. 매카트니가 후일 밝힌 바는 이렇다. "무대에 오르면서 보고 싶지 않은 장면은 말입니다. 5열씩 자리잡은 작은 공책을 가진 만면이 찌뿌둥한 언론인들이 전부 나를 쳐다보고서는 '에구, 옛날만 못하는군.'이라고 하는 거예요. 그래서 덜 긴장하려고 대학을 순회하게 된 거죠 ... 투어가 끝날 무렵에는 다른 걸 할 마음을 먹었고, 그래서 유럽에 갔습니다." 7주간 25회 공연을 펼친 윙스 오버 유럽 투어에서 윙스는 윙스와 매카트니의 솔로 곡만을 공연했으며, 비틀즈와 관련있는 곡을 공연한 것은 비틀즈 시절 연주한 바 있던 〈Long Tall Sally〉를 커버한 것 뿐이다. 매카트니는 넓은 장소에서 투어를 하는 것을 또 피하고자 했다. 윙스가 공연한 공연장은 대개 3,000명 남짓 수용 가능한 작다란 곳이었다.
1973년 3월 윙스는 싱글 〈My Love〉로 처음 미국 1위를 달성해본다. 이것은 미국에서 1위 영국에서 5위를 오른 두 번째 정규앨범 《Red Rose Speedway》의 수록곡이었다. 그리고 매카트니와 린다, 비틀즈의 프로듀서 마틴의 공작에 의해 동명의 제임스 본드 영화의 주제가 〈Live and Let Die〉가 탄생한다. 이 곡은 아카데미상에 노미네이트되었으며 미국에서 2위, 영국에서 9위의 성적이었다. 마틴은 이 곡에서 보여준 오케스트라 편곡으로 그래미를 수상했다. 음악 교수 겸 작가 빈센트 베니테스는 이 곡을 가리켜 "교향악 록의 정점"이라고까지 추켜세웠다.

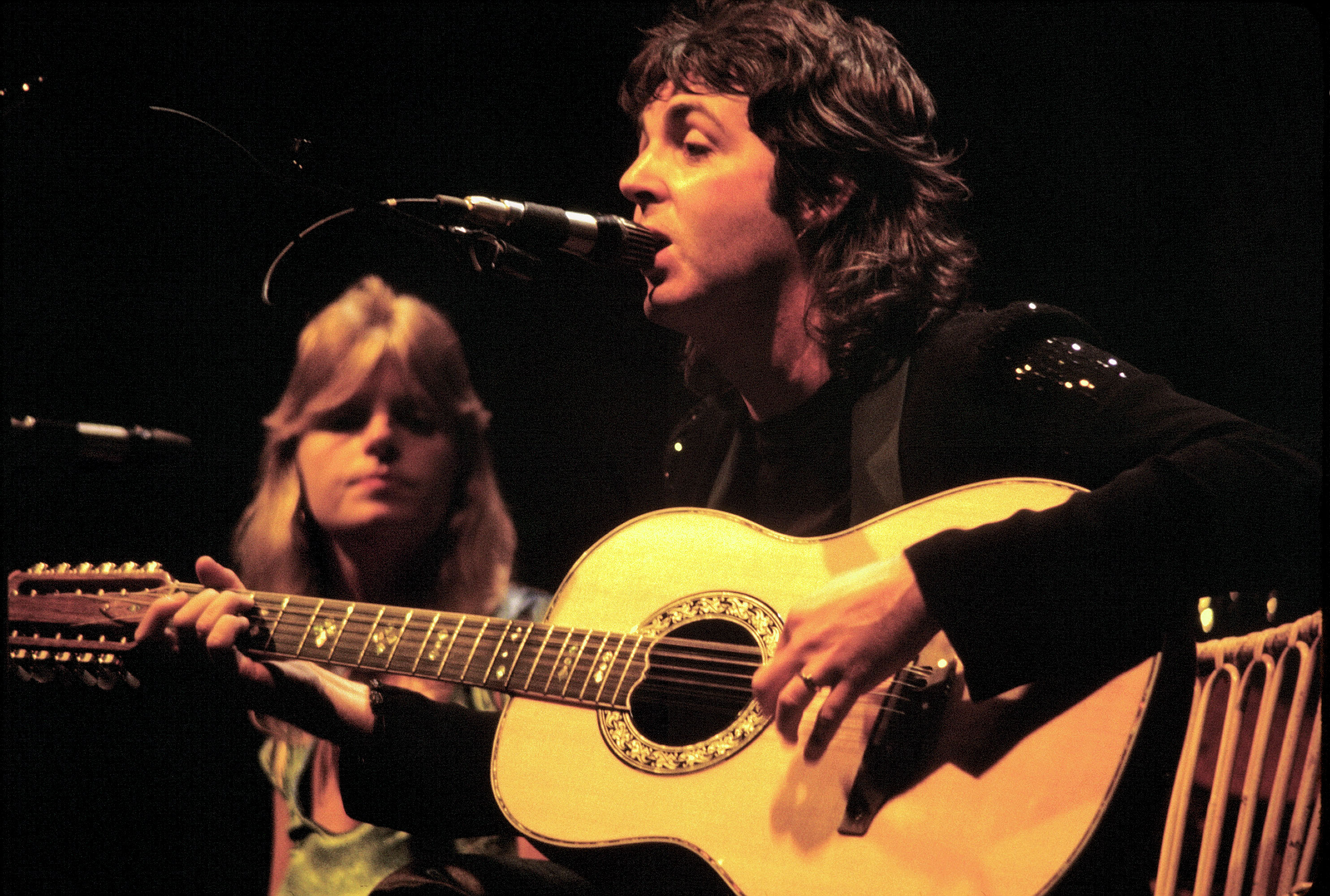
1976년 부인 린다와 함께 공연하는 매카트니

맥컬로프와 세이웰가 윙스를 탈퇴한 이후 1973년 매카트니와 레인은 《Band on the Run》을 녹음했다. 이 앨범은 윙스에 있어 첫 7중 플래티넘 정규앨범이다. 미영 모두에서 1위를 달성했으며, 윙스가 양 국가에서 모두 정상을 차지한 것은 이때가 처음이며 또한 처음이자 마지막으로 《빌보드》지 차트에서 세 번에 걸쳐 등재되었다. 동십년대 가장 많이 팔린 앨범 가운데 하나이며 영국 차트에서는 무려 124주를 머물렀다. 《롤링 스톤》은 이 앨범을 1973년 최고의 앨범 중 하나로 꼽았으며, 1975년 이 앨범으로 하여 폴 매카트니와 윙스는 그래미상 최우수 팝 보컬 퍼포먼스를 수상, 제프 에머릭은 최우수 엔지니어드 레코딩을 수상한다. 1974년 윙스는 앨범의 타이틀 트랙으로 미국에서 두 번째 1위 싱글을 만들었다. 앨범에는 톱 10을 달성한 〈Jet〉와 〈Helen Wheels〉이 수록되어 있으며 《롤링 스톤》에서는 역사상 가장 훌륭한 앨범 500장에서 이 앨범을 418위에 올려놓았다. 1974년 매카트니는 떠난 맥컬로프와 세이웰의 빈자리를 채우고자 기타리스트 지미 매컬로크와 드러머 제프 브리튼을 영입한다. 브리튼은 1975년 녹음 세션 도중 탈퇴해버려서 다시 조 잉글리시로 교체되었다.
《Band on the Run》을 뒤로하고 각각 1975년과 1976년 발표되어 차트 1위를 달성해낸 《Venus and Mars》, 《Wings at the Speed of Sound》로써 윙스는 성공을 이어나간다. 1975년 14개월에 걸쳐 윙스 오버 더 월드 투어를 개시, 영국, 호주, 유럽, 미국을 두루 돌아다녔다. 이 투어에서 매카트니는 처음으로 비틀즈 해산 이래 비틀즈 노래를 라이브로 윙스와 공연했으며 2시간짜리 세트리스트에서 〈I've Just Seen a Face〉, 〈Yesterday〉, 〈Blackbird〉, 〈Lady Madonna〉, 〈The Long and Winding Road〉 이렇게 다섯 곡이 선택되었다. 이후 두 번째 유럽 투어와 런던에서의 대규모 리허설을 마무리하고 윙스는 미국 아레나 투어에 착수, 미국 1위 라이브 트리플 앨범 《Wings over America》를 배출해낸다.
1977년 매카트니는 셋째 자식 제임스를 가지게 된다. 11월 윙스에서 레인과 공동 작곡한 노래 〈Mull of Kintyre〉를 발표, 빠르게 영국 차트 역사상 가장 많이 팔린 싱글로 자리매김한다. 매카트니의 싱글을 통틀어서도 가장 많이 팔린 싱글로서 2백 5장이 팔려치워졌으나 영국 최고 판매량 기록은 이후 1984년의 자선 싱글 〈Do They Know It's Christmas?〉에 뺏긴다.

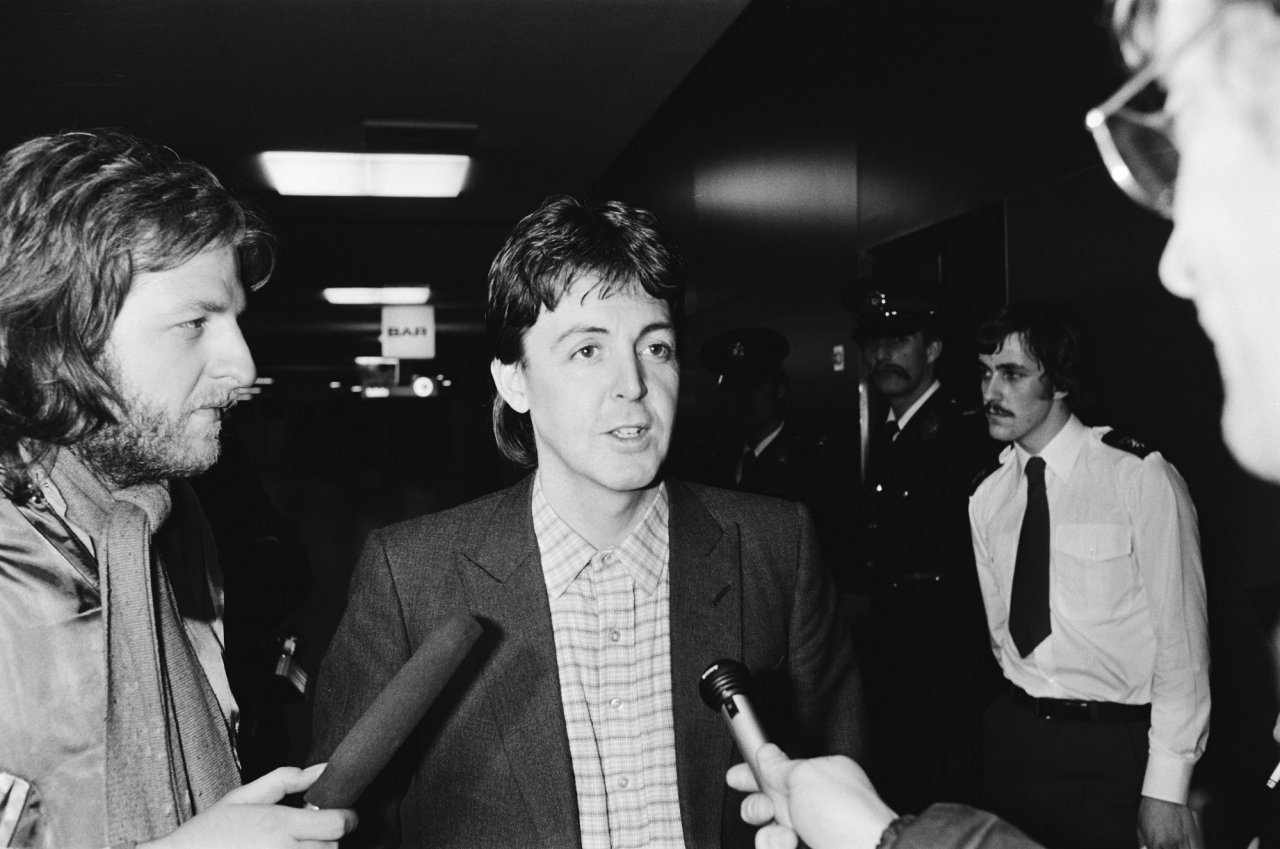
1980년 1월 암스테르담 스히폴 국제공항에서

1978년 앨범 《London Town》으로 윙스는 계속하여 성공 가도를 걷는다. 미국과 영국에서 톱 5에 들었으며 수록곡 〈With a Little Luck〉이 미국에서 1위에 올랐다. 다만 평론가의 평은 좋지 못했으며 폴 매카트니 자신도 실망스럽다는 평가였다. 1979년 앨범 《Back to the Egg》에서 매카트니는 '로케스타'라고 이름한 록 슈퍼그룹을 조직하여 두 트랙에 동원해 썼다. 이 밴드에는 피트 타운젠드, 데이비드 길모어, 게리 브루커, 존 폴 존스, 존 본햄 등이  있었다. 플래티넘까지 따낸 앨범이었으나 평론가의 평가는 사뭇 박했다. 1979년 윙스에 있어 마지막이 되는 투어를 다녀온다. 영국에서 20회 공연을 펼쳤으며 비틀즈 노래 〈Got to Get You into My Life〉, 〈The Fool on the Hill〉, 〈Let it Be〉가 라이브 데뷔하였다.
1980년 두 번째 솔로 앨범 《McCartney II》를 발표, 영국에서 1위를, 미국에서 3위를 달성한다. 첫 번째 솔로 앨범과 같이 작곡과 연주를 모두 홀로 맡아했다. 윙스의 마지막 1위 히트곡이 되는 1979년 스코틀랜드 글래스고에서 한 라이브 버전의 〈Coming Up〉이 수록되어 있다. 1981년 매카트니는 자신이 윙스로서 창조적으로 해볼 수 있는 것은 전부 해보았다 생각, 자신을 바꾸어보기로 결정한다. 1981년 4월 레인이 윙스를 탈퇴하면서 그룹은 해산되었다. 다만 로열티와 급료를 두고 분쟁이 이어졌다.

### 1982–1990
1982년 매카트니는 스티비 원더와 협력하여 마틴 프로듀싱의 1위 히트곡 〈Ebony and Ivory〉를 배출시킨다. 이것은 앨범 《Tug of War》에 수록되었다. 그해 마이클 잭슨과 《Thriller》의 〈The Girl Is Mine〉에서 함께 하였다. 〈Ebony and Ivory〉는 빌보드 100에서 1위를 차지한 매카트니의 28번째의 싱글이 된다. 이듬해 잭슨과 다시금 함께 하여 〈Say Say Say〉를 탄생시켰는데, 이 곡은 2014년 기준으로 매카트니의 가장 최근의 미국 1위 곡이다. 매카트니가 또 그해 발매한 앨범 《Pipes of Peace》의 타이틀 트랙 〈Pipes of Peace〉는 영국에서는 가장 최근의 1위 곡이다.
1984년 매카트니는 장편영화 《스타 탄생》(Give My Regards to Broad Street)에 출연했다. 이 영화는 매카트니 자신이 각본을 쓰고 프로듀싱한 것으로 스타도 출연했다. 이 영화는 평론가의 악평을 받았다. 《버라이어티》는 "특징없고, 핏기없고, 무의미하다"고 깎아내렸으며, 로저 이버트는 별 한 개를 부여하며 쓰기를 "영화는 얼른 넘어가고 바로 사운드트랙에 넘어가는 것이 안전하다."고까지 했다. 사운드트랙의 성과는 훨씬 나았다. 영국에서 1위에 올랐으며 미국에서는 데이비드 길모어가 리드 기타를 담당한 〈No More Lonely Nights〉가 톱 10 히트 싱글이 되었다. 1985년 워너 브라더스에서 코미디 장편영화 《스파이 대소동》의 노래를 주문한다. 필 라몬과 공동 프로듀싱하여 나흘만에 곡 〈Spies Like Us〉를 작곡, 녹음했다. 동년 라이브 에이드에도 참가하여 〈Let it Be〉를 공연했다. 그러나 기술적 문제로 인하여 보컬과 피아노 소리가 첫 두 절까지 거의 들리지 않았으며, 간간히 끼익거리는 되먹임 소리가 났다. 장비 기술자가 문제를 해결하였으며, 데이비드 보위, 앨리슨 모예, 피트 타운젠드, 밥 겔도프가 매카트니에 합류하여 관중의 큰 환호를 받았다.
1986년 매카트니는 에릭 스튜어트와 함께 《Press to Play》를 작업한다. 스튜어트가 앨범 수록곡을 반이 넘게 공동작곡하였다. 1988년 《Choba B CCCP》를 당시 소련에서만 공개하였다. 2일 동안 녹음한 18개 커버곡을 담았다. 1989년 매카트니는 동료가수 머지사이더스 게리 마스덴과 홀리 존슨과 손을 잡고 힐즈버러 참사의 의연금을 위해 〈Ferry Cross the Mersey〉의 업데이트된 버전을 녹음하였다. 같은 해 매카트니는 엘비스 코스텔로 외 길모어, 니키 홉킨스 등과 합작하여 앨범 《Flowers in the Dirt》를 내놓는다. 그러고 나서 본인과 린다, 기타에 해미쉬 스튜어트와 로비 매킨토시, 키보드에 폴 "윅스" 위킨스, 드럼에 크리스 휘스턴으로 얼러진 밴드를 결성했다. 1989년 이 밴드는 더 폴 매카트니 월드 투어를 개시, 이것은 10년만의 투어였다. 투어 도중인 1990년 4월 21일 브라질 리우데자네이루 마라카낭 스타디움에서 184,000명의 관중이 운집한 가운데 스타디움 공연 사상 가장 큰 수익을 거둔 기록이 만들어졌다. 같은 해 이 투어에서 선별된 곡으로 구성한 트리플 앨범 《Tripping the Live Fantastic》을 발표하였다.

### 1991–2000

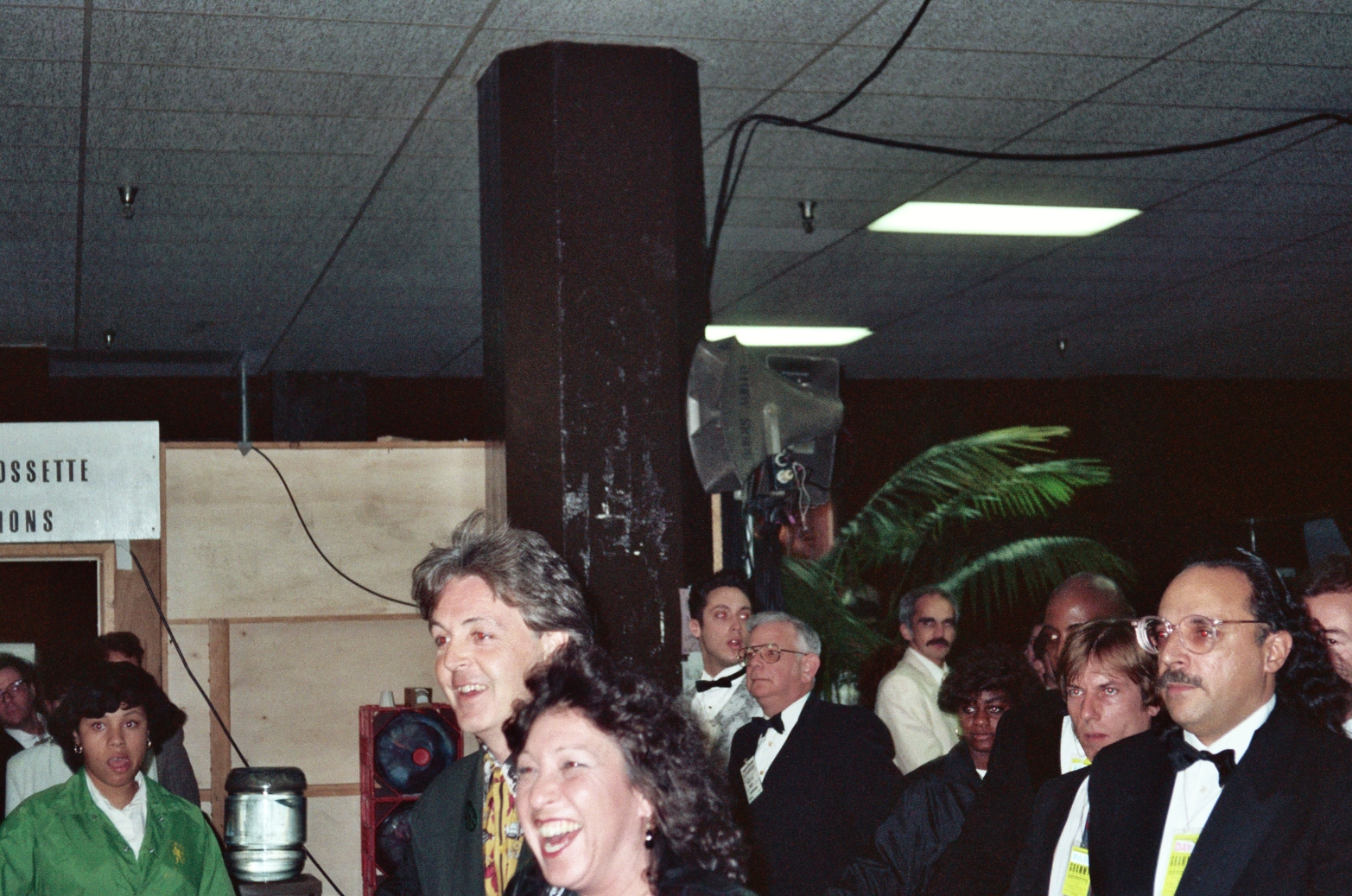
1990년 그래미 시상식에서

1991년 매카트니는 오케스트라 음악에 뛰어든다. 로열 리버풀 필하모닉 소사이어티에서 150년 기념제를 축하하는 악곡의 주문을 받았던 것이다. 작곡가 칼 데이비스와 손을 잡았고 프로듀싱에 리버풀 오라토리오가 참여했다. 공연에는 오페라 가수 키리 테 카나와, 샐리 버제스, 제리 해들리, 윌라드 화이트가 오페라 가수로 참여하였고 로열 리버풀 필하모닉 오케스트라와 리버풀 카테드랄의 합창단의 협조도 있었다. 평가는 좋지 못했다. 《가디언》은 특히 신랄했다. 음악에 대해서는 "뭐든지 빠른 템포로 접근해버리는 무서움"이라고 표현하고, 악곡이 "작품을 통일시켜줄 되풀이되는 아이디어의 필요성에 대한 미약한 인식"을 가졌노라 했다. 이 신문은 매카트니가 일부 작품의 빠른 템포를 언급한 편지를 게재하기도 했다. 매카트니는 덧붙히기를 "다행히도 역사는 우리에게 많은 좋은 음악작품들이 당대의 평론가에게는 마음에 들지 않았다는 것을 보여주므로 나는 ... 사람들이 작품의 가치를 알아서 평가하도록 함에 긍정적이다." 했다. 《뉴욕 타임스》에서는 보다 관대한 평가를 내렸다. "이 드라마틱한 모음집에는 아름다움과 행복함의 순간이 존재한다 ... 음악의 무고한 정직함은 그 야망에 의해 흥미를 잃기가 힘들게 만든다." 런던 초연 이후 전세계 공연을 나선 리버풀 오라토리오는 영국 클래시컬 차트 《뮤직 위크》에서 1위를 달성하기도 했다.
1991년 선별한 어쿠스틱 곡만을 가지고 《MTV 언플러그드》에서 공연했으며, 라이브 음원은 《Unplugged (The Official Bootleg)》으로 발매되었다. 1990년대 와중의 매카트니는 킬링 조크의 유스와 콜라보레이션을 두 번 했는데 그것이 바로 음악 그룹 '더 파이어맨'이다. 둘이는 1993년 더 파이어맨의 첫 앨범이 되는 일렉트로니카 앨범 《Strawberries Oceans Ships Forest》를 발표하였다. 같은 해 매카트니는 록 앨범 《Off the Ground》를 발표했다. 이후 뉴 월드 투어를 진행하였으며, 이것은 이듬해의 라이브 앨범 《Paul Is Live》로 이어진다.
1994년부터 매카트니는 해리슨, 스타, 마틴과 애플의 비틀즈 앤솔로지 프로젝트에 참여하고자 솔로 커리어를 4년간 접게 된다. 1995년 매카트니 자신이 "와이드스크린 라디오"라고 표현한 라디오 시리즈 《Oobu Joobu》를 미국 방송사 웨스트우드 원에서 진행하였다. 같은 해 웨일스 공 찰스가 왕립음악대학의 명예회원자격을 수여하였다. 매카트니의 소감은 "악보조차 읽을 줄 모르는 사람으로서는 좀 놀라운 일"이라고.
1997년 매카트니는 록 앨범 《Flaming Pie》를 발표한다. 스타가 〈Beautiful Night〉의 드럼과 배킹 보컬에 참여하였다. 동년말 클래식 앨범 《Standing Stone》을 발표, 영미 클래식 차트에서 1위를 달성했다. 1998년 더 파이어맨의 두 번째 일렉트로니카 앨범 《Rushes》를 발표하였다. 1999년 앨범 《Run Devil Run》을 발표. 1주만에 녹음된 이 앨범에 이언 페이스와 데이비드 길모어가 참여, 앨범의 수록곡은 대개 커버곡이되 세 곡만은 매카트니의 자작곡이다. 이것은 아내 린다 매카트니의 권유로 인하여 탄생한 것으로서 린다는 1998년 4월 이 앨범을 보지 못하고 암으로 별세하였다. 매카트니는 29년간 아내로 지내온 린다에 대한 자선적 트리뷰트 공연으로 미공개 공연 '콘서트 포 린다'를 진행하였다. 1999년 4월 10일 로열 앨버트 홀에서 열린 이 공연을 막역한 친구인 크리시 하인드와 칼라 레인이 기획해주었다. 1999년에는 계속되는 오케스트라 음악 실험의 연장선상에서 《Working Classical》을 발표.

### 2000–2009
2000년 슈퍼 퓨리 애니멀스와 유스와 일렉트로니카 앨범 《Liverpool Sound Collage》를 발표했다. 1960년대 중반 매카트니가 매료된 바 있던 사운드 콜라주와 구체음악 기술을 사용한 것이었다. 동년 클래식, 합창음악 앨범 《A Garland for Linda》의 수록곡 〈Nova〉에 참여, 돌아간 자신의 아내를 추모하였다.
매카트니는 JFK 공항 타맥에서 9·11 테러를 목격했다. 매카트니는 이에 더 콘서트 포 뉴 욕 시티를 주도하여 조직케 된다. 11월에 나온 정규앨범 《Driving Rain》에 수록된 〈Freedom〉은 이 공격에 대한 자신의 반응을 담은 것이다. 이듬해 매카트니는 러스티 앤더슨, 브라이언 레이를 기타, 폴 "윅스" 위켄스를 키보드, 아베 라보리엘 2세를 드럼으로 하여 밴드를 얼러 투어에 나섰다. 2002년 4월 시작된 드라이빙 월드 투어는 미국, 멕시코, 일본 등을 거쳐 진행되었다. 이 공연의 결과물이 더블 라이블 앨범 《Back in the US》으로, 전세계적으로는 2003년 《Back in the World》으로 발매되었다. 투어의 총수익은 1억 2,620달러로 추산되며 하룻밤에 평균 2백만 달러를 번 것으로 계산된다. 빌보드는 이를 올해의 톱 투어로 선정했다. 이 투어에서 이루어진 라인업은 쭉 계속되었으며 브라이언 레이, 러스티 앤더슨, 아베 라보니엘 2세, 윅스 위켄스와 같이 공연한 시간이 비틀즈와 공연한 시간보다 많을 정도가 되었다.
2002년 7월 헤더 밀스와 결혼하였다. 같은 해 11월 조지 해리슨 서거 1주년을 기념하여 콘서트 포 조지에서 공연하였다. 2002년 슈퍼 볼 XXXVI 게임 전 공연에서 〈Freedom〉을 공연하였으며 2005년 슈퍼 볼 XXXIX의 하프타임 공연에서 헤드라이너로 섰다. 2002년 영국의 칼리지 오브 암스는 매카트니에 문장(Coat of arms)을 수여하였다. 매카트니의 문장은 리버풀에서 자란 배경과 음악적 경력을 반영하여 리버 버드가 통기타를 발톱으로 들고 있는 모습이다. 방패에는 네 개의 곡선이 진 엠블럼이 있으며 이것은 딱정벌레의 등과 유사하게 생겼다. 문장의 모토는 'Ecce Cor Meum'이며 이는 라틴어로 '나의 심장을 보아라'라는 뜻이다. 2003년 딸 베아트리스 밀리가 태어난다.
2005년 7월 런던 하이드 파크에서 열린 라이브 8에서 공연하였으며, 〈Sgt. Pepper's Lonely Hearts Club Band〉(U2와)로써 공연을 열고 〈Drive My Car〉(조지 마이클과), 〈Helter Skelter〉, 〈The Long and Winding Road〉를 공연하여 무대를 끝막았다. 동년 9월 록 앨범 《Chaos and Creation in the Backyard》를 발표하였다. 이 앨범의 기악 파트는 본인이 거의 다 연주한 것이다.
2006년 클래식 앨범 《Ecce Cor Meum》을 발표했다. 잇따라 2007년 록 앨범 《Memory Almost Full》을 내놓았다. 2008년에는 더 파이어맨의 세 번째 앨범 《Electric Arguments》을 발표. 동년 리버풀의 유럽문화수도 선정에 즈음하여 리버풀에서 콘서트를 열었다. 2009년 4년을 쉬고서 다시 투어를 재개하여 80개 공연을 이어나갔다. 비틀즈가 처음 미국 텔레비전에 등장케 된 《에드 설리번 쇼》 공연에서 45년이 넘어 다시금 똑같은 장소, 뉴욕 시어터에서 《레이트 쇼 위드 데이비드 레터먼》에 등장하여 공연을 진행하였다. 동년 9월 9일 EMI에서 4년간 비틀즈 전곡을 디지털 리마스터하여 리이슈하였으며 같은 날 뮤직비디오 게임 《비틀즈: 록 밴드》도 공개되었다.
매카트니의 식지 않는 인기는 콘서트에 있어 새로운 작소를 물색케 했다. 2009년 퀸즈의 셰이 스타디움을 대체하여 새로이 지어진 시티 필드에서 3회 콘서트를 열었다. 전공연 매진되었으며 그해 말 더블 앨범 《Good Evening New York City》으로 그 실황 앨범이 나왔다.

### 2010–현재

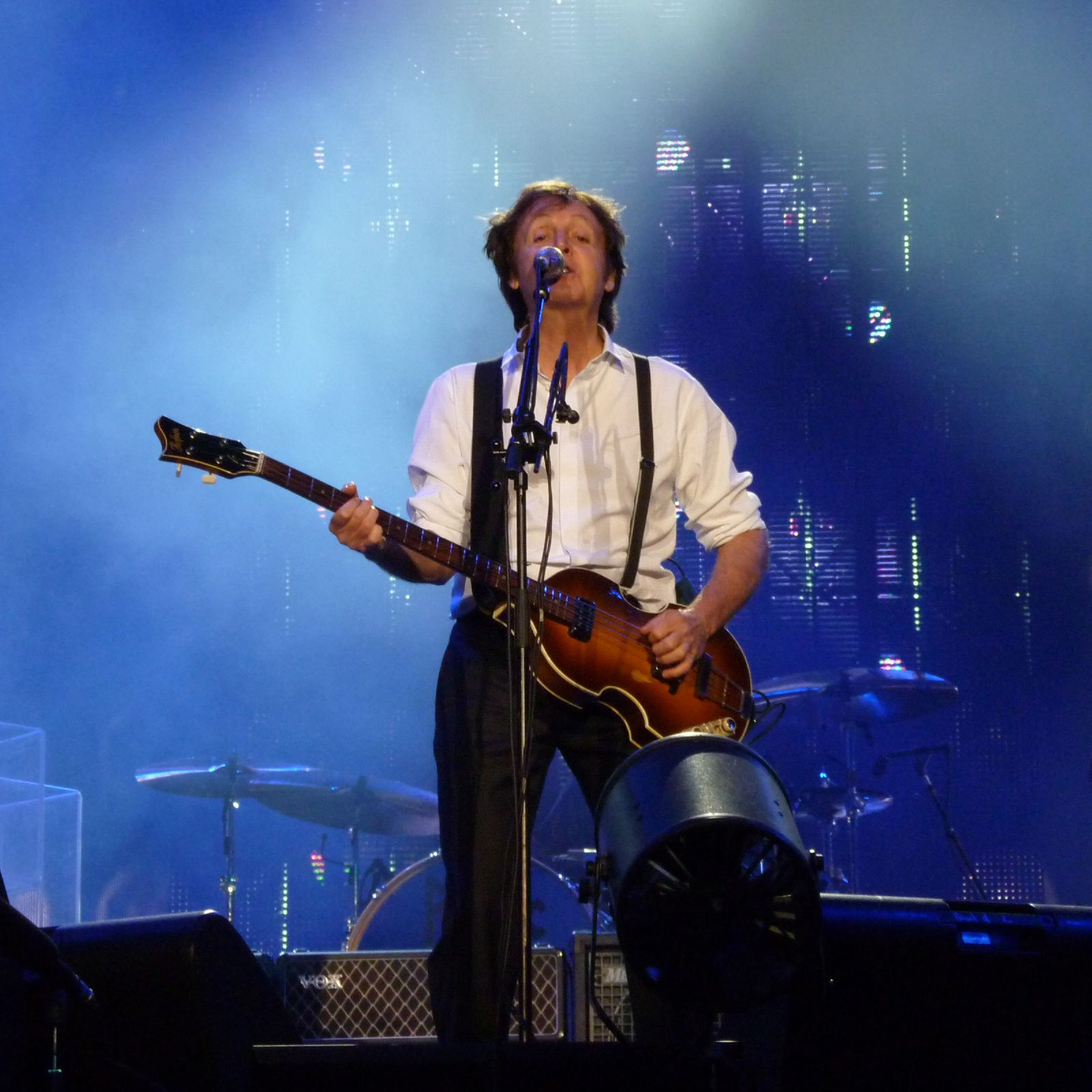
2010년 더블린에서 라이브하는 매카트니

2010년 매카트니는 펜실베니아주 피츠버그의 콘솔 에너지 센터의 개장식에서 무대를 열었다. 1990년 구 시빅 아레나가 매카트의 수송적 필요를 충족지 못한다고 판단된 이래 피츠버그에서의 첫 콘서트였다. 2011년 7월에는 신 양키 스타디움에서 2회의 전좌석 매진 콘서트를 진행하였다. 《뉴욕 타임스》의 첫 콘서트에 대한 비평기사에 따르면 매카트니는 "작별을 고하지 않으면서 스타디움을 돌며 마라톤같은 콘서트를 열고 있었다." 한다. 매카트니는 뉴욕시티 발래단의 주문을 받아 2011년 9월 춤을 위한 곡으로는 처음이 되는 음악을 발표했으며 피터 마틴스와 협력한 것으로 앨범명은 《Ocean's Kingdom》이다. 같은 해 낸시 쉬벨과 결혼하였다. 2012년 2월 스탠더드 곡 모음집 《Kisses on the Bottom》를 발표. 동월 국립 녹음 예술 및 과학 아카데미에서 올해의 뮤지캐어스 인물로 선정하였다. 제54회 그래미상 시상식에서 공연하기 이틀 전 일이었다.
매카트니의 인기는 아직도 대단하다. 5월 멕시코 시티에서 100,000명이 운집한 2회의 공연에서는 6백만 달러를 벌어들였다. 2012년 6월 버킹엄궁에서 열린 엘리자베스 여왕의 다이아몬드 주빌리 콘서트를 〈Let It Be〉, 〈Live and Let Die〉 등을 불러 닫았다. 2012년 7월 27일 2012 하계 올림픽의 오프닝 세레모니 때는 〈The End〉와 〈Hey Jude〉를 불렀으며 종결부에서는 관중을 불러모아 같이 불렀다. 매카트니는 올림픽 조직위원회로부터 1 파운드밖에 받아가지 않았다.
2012년 12월 12일 매카트니는 너바나의 전 멤버(크리스 노보셀릭, 데이브 그롤, 게스트 멤버 팻 스미어)와 함께 12-12-12: 더 콘서트 포 샌디 렐리프에서 마지막 공연을 장식했으며, 전세계에서 20억명에 달하는 사람들이 이를 지켜보았다. 2013년 8월 매카트니는 곧 나올 신보 《New》의 타이틀 트랙을 선공개하였으며 앨범의 정식 발표는 2013년 10월 이루어졌다. 2014년 1월 27일 에드 설리번 시어터에서 프라임타임 엔터테인먼트 스페셜을 촬영하였으며, 이는 2014년 2월 9일 CBS에서 방영되었다. 이 방송은 매카트니와 링고 스타를 초청하여 비틀즈의 유산과 그들의 전설적인 1964년 《에드 설리번 쇼》에서의 공연을 기리는 목적에서 만들어졌으며 제목은 《더 나이트 댓 채인지드 아메리카: 어 그래미 살루트 투 더 비틀스》(The Night That Changed America: A Grammy Salute to The Beatles)이다. 비틀즈의 22개곡을 여러 아티스트가 돌아가며 불렀으며 매카트니와 스타도 참여했다.
2014년 5월 바이러스에 걸려 전좌석 매진된 일본 투어 및 10월에 에정된 미국 투어를 취소하였다. 2014년 7월 5일 뉴욕시 올버니에서 쾌차한 모습으로 3시간 공연을 소화해냈다. 2014년 8월 14일 샌프란시스코 캔들스틱 파크에서 공연장이 철거되기 전 마지막 콘서트를 베풀어주었다. 이곳은 1966년 비틀즈가 마지막 콘서트를 했던 바로 그 장소이다. 2014년 비디오 게임 《데스티니》의 엔딩 곡으로서 〈Hope for the Future〉를 쓰고 불렀다. 2014년 11월 다종다양한 아티스트들이 매카트니의 솔로곡과 비틀즈 시절의 곡들을 커버해놓은 42개곡 트리뷰트 앨범 《The Art of McCartney》가 발표되었다. 동년 12월 31일 미국 래퍼 카니예 웨스트와 같이 작업한 〈Only One〉을 발표하였다. 2015년 1월 매카트니는 웨스트와 바베이도스 가수 리한나와 공동 작업한 싱글 〈FourFiveSeconds〉를 발표하였다. 그 뮤직 비디오가 역시 1월에 공개되었으며, 2015년 2월 8일 제57회 그래미상 시상식에서 라이브로 공연되었다. 2015년 웨스트의 싱글 〈All Day〉에서 테오필루스 런던과 애런 킹덤과 함께 참여했다.

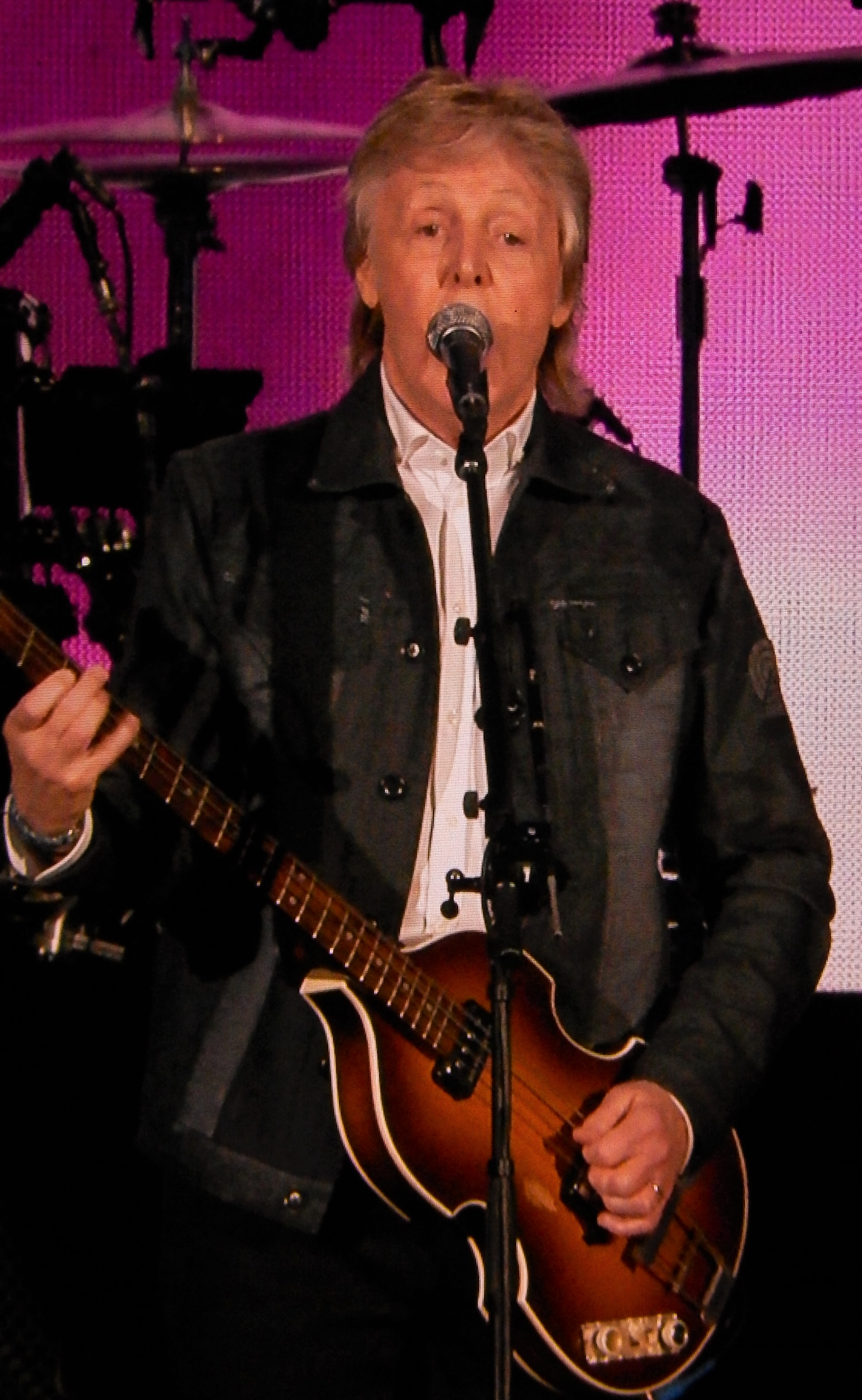
2019년 브라질 상파울로에서 라이브하는 매카트니

2015년 1월 《새터데이 나이트 라이브 40주년 기념 스페셜》에서 폴 사이먼과 공연을 펼쳤다. 매카트니와 사이먼이 〈I've Just Seen a Face〉의 1절을 통기타로 공연하였고, 이어 매카트니는 〈Maybe I'm Amazed〉를 공연했다. 앨리스 쿠퍼가 리드하는 슈퍼그룹 할리우드 뱀파이어스에서 2015년 9월 11일 공개된 그들의 데뷔 앨범의 수록곡 〈Come and Get It〉에서 리드 보컬에 공동 참여했다. 〈Come and Get It〉은 원래 폴 매카트니 작사작곡의 노래. 2016년 6월 10일 자신의 솔로 커리어를 집대성한 콜렉션 《Pure McCartney》를 발표하였다. 매카트니의 솔로 커리어와 윙스, 더 파이어맨의 작업물들을 그러모았으며 세 개 포맷(2-CD, 4-CD, 4-LP, 디지털)으로 즐길 수 있다. 4-CD 버전에는 67개곡이 들어가며 대부분이 톱 40 히트곡이다. 2017년 어드벤처 영화 《캐리비안의 해적: 죽은 자는 말이 없다》에서 엉클 잭 역으로 카메오로 등장하였다.
2017년 미 연방지방법원에서 소니/ATV 뮤직 퍼블리싱에 대하여 고소를 취했다. 목적은 2018년부터 시작된 레논-매카트니 전곡에 대한 자신의 저작권을 되찾는 것. 미국 저작권법 아래서는 1978년 이전 배포된 작업물에 대하여 작자는 56년 이후 배급사에 할당된 저작권을 되찾을 수 있다. 매카트니와 소니는 2017년 6월에 비밀리에 합의를 가졌다. 2018년 6월 20일 정규 앨범 《Egypt Station》의 수록곡 〈I Don't Know〉와 〈Come On to Me〉를 선공개했다. 앨범 자체는 9월 7일 캐피틀 레코드를 통하여 발매되었다. 《Egypt Station》는 매카트니에 있어 빌보드 200에 36년만에 정상에 오른 앨범이 되었다. 또한 출시하자마자 1위에 오른 첫 앨범이 되었다. 2018년 7월 매카트니는 자신의 평소의 밴드와 함께 캐번 클럽에서 공연했다. 이 공연의 촬영본은 2020년 크리스마스날 《폴 매카트니 앳 더 캐번 클럽》이라는 제목으로 BBC에서 방송되었다.
2020년 12월 18일 18번째 솔로 앨범 《McCartney III》이 캐피틀 레코드를 통해 발표되었다. 이 앨범을 "재해석하고, 리믹스하고, 또 커버한" 《McCartney III Imagined》이 2021년 4월 16일 발표되었다.

## 음악성
매카트니는 대체로 홀로 터득한 음악인으로서 그 어프로치를 두고 음악학연구자 이언 맥도널드는 "선천적으로 음악의 형식적 면에 이끌리지만 전혀 다듬어지지 않은 ... [그는] 거의 완전히 직감으로서 기술적으로 '완성된(finished)' 작품을 제작했으며, 그의 화성적 판단은 대개 완벽한 음높이 및 섬세한 두 귀에 기반하고 있다 ... 그야말로 타고난 멜로디스트—그 하모니와 별개로서 존재 가능한 음악의 창조자이다."라고 말한다. 매카트니는 자기의 어프로치를 두고 "훈련없이 그린 원시사회의 동굴 아티스트"에 비유하기도 하였다.

### 어릴 적의 영향받음
메시아가 나타났다!
매카트니는 어릴 적 리틀 리처드, 엘비스 프레슬리, 버디 홀리, 칼 퍼킨스, 척 베리 등에 영향을 받았다. 비틀즈가 《Sgt. Pepper》의 재킷에 왜 프레슬리를 집어넣지 않았는지 물음받았을 때 매카트니는 이렇게 대답하였다. "엘비스는 너무도 중요한데다 다른 치들과 같이 두기에는 너무도 그 급이 달랐기 때문입니다 ... 그래서 우리는 그를 리스트에 집어넣지 않았어요. 왜냐면 그는 한갓 ... 팝 가수가 아니라 제왕 엘비스였으니까요." 매카트니는 또한 〈I Saw Her Standing There〉의 베이스라인을 베리의 〈I'm Talking About You〉에서 그대로 따온 것이라고도 했다.
매카트니는 리틀 리처드를 자신의 아이돌로 삼았으며 그의 팔세토 발성은 매카트니 자신의 보컬 기법에도 영향을 주었다. 매카트니는 〈I'm Down〉을 리틀 리처드를 흉내낼 수단으로서 삼아 썼다고도 했다. 1971년 매카트니는 홀리의 전곡에 대한 출반권을 매입했다. 1976년에는 홀리의 40번째 생일이 되던 날 영국에서 매년 열릴 '버디 홀리 위크'를 출범시키기도 했다. 이 행사에는 유명 음악인들의 게스트 공연과 작곡 경연대회, 사생대회, 크리케츠 본인들의 스페셜한 공연 이벤트가 마련되어 있다.

### 베이스 기타

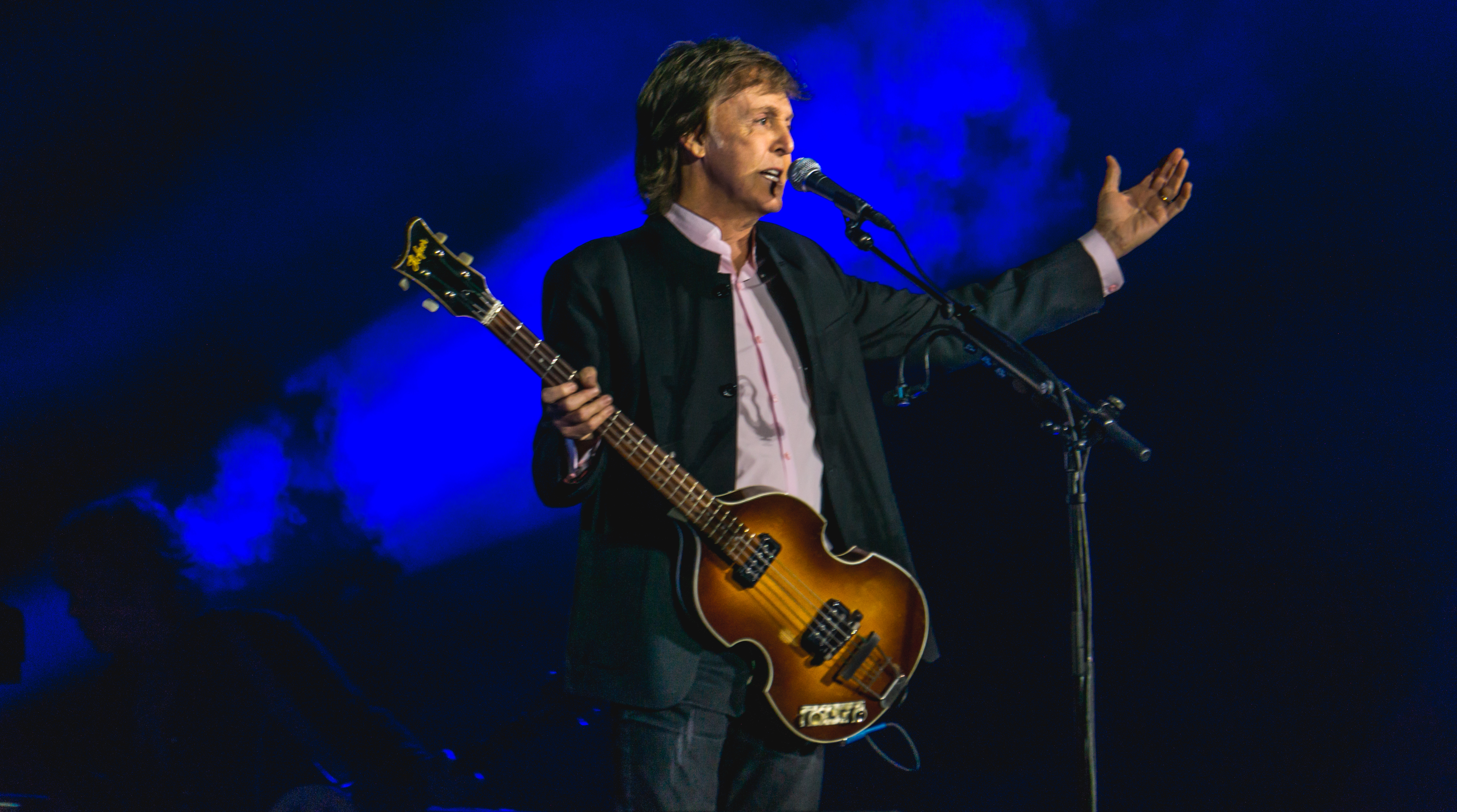
2016년 호프너 500/1 베이스를 사용하고 있는 매카트니

플렉트럼과 피크를 주로 사용하는 것으로 알려져 있으며 핑거스타일로도 가끔 연주한다. 특히 제임스 재머슨과 같은 모타운 아티스트에 큰 영향을 받았는데, 제임스를 두고 매카트니는 선율 스타일에 있어 그가 자신의 히어로라고 했다. 또한 브라이언 윌슨에게도 영향을 받았다고 하며 코멘트하기를 "그가 굉장히 독특한 곳으로 빠졌기 때문"이라고 했다. 그 외에 좋아하는 베이시스트에 스탠리 클라크가 있다. 베이스 주자로서의 매카트니의 능력은 다른 베이시스트, 예컨대 스팅, 닥터 드레, 베이스 주자 마이크 엘리존도, XTC의 콜린 몰딩 등에 인정받고 있다.
폴은 세상에서 가장 혁신적인 베이스 주자라 해도 과언이 아니다 ... 지금 이루어지고 있는 것들의 대부분이 비틀즈 시절 그의 작품에서 떼온 것이다. 그는 모든 것에 있어 병적이지마는, 그 베이스 연주 하나만큼은 언제나 다소 수줍어했다.
비틀즈에서의 초기 시절 매카트니는 호프너 500/1을 주로 사용했다. 그러나 1965년부터 녹음에 있어서 리켄배커 4001S를 선호하게 됐다. 일반적으로 복스 앰플러를 사용하며 1967년 음을 보다 증폭하기 위해 펜더 베이스맨을 사용하기 시작했다. 1980년대 말에서 1990년대 초까지는 월 5-스트링을 사용했으다. 매카트니는 월 5-스트링이 보다 두꺼운 사운드의 베이스라인을 연주할 수 있게 한다고 했으며, 이것은 그보다 가벼운 소리를 내는 호프너와 대비된다 했다. 호프너는 그래서 좀더 섬세한 연주를 요하며, 이것은 매카트니가 자신의 주법에 있어 핵심과 같은 것이라고 했다. 때문에 1990년 다시 호프너를 사용하게 되었다. 라이브 공연에서는 메사 부기 베이스 앰플러를 사용한다.
맥도널드는 〈She's a Woman〉이야말로 매카트니의 베이스 연주가 드라마틱하게 발전된 전환점이라고 주장하며, 한편 비틀즈 전기작가 크리스 잉엄은 《Rubber Soul》이야말로 매카트니의 연주가 두드러지게 발전된 모습을 보인 순간이라면서 특히나 〈The Word〉에서 그러했다고 하였다. 베이컨과 모건 둘은 모두 매카트니의 이 곡에서의 그루브가 "팝 베이스 연주에 있어서 최고점이며 ... 악기에 대한 그의 진지한 기술적 능력을 녹음한 첫 증거물"이라고 했다. 맥도널드는 미국의 솔 음악인 제임스 브라운의 〈Papa's Got a Brand New Bag〉와 윌슨 피켓의 〈In the Midnight Hour〉에서부터 매카트니가 그 요소를 흡수하고 영감을 받음으로써 "지금까지 가장 자연스러운(즉흥적인) 베이스파트를 베풀어주고 있다." 했다.
베이컨과 모건은 비틀즈의 노래 〈Rain〉에서의 매카트니의 베이스라인을 두고 "믿기 어려운 연주 작품 ... [매카트니]는 리듬과 '리드 베이스' 두 측면을 모두 고려하고 있으며 ... 넥의 구역을 고르고 있으며 ... 그의 정확한 감지는 매카트니에게 그루브에 있어 너무 소리가 얇아지지 않게끔 하며, 멜로디에 대한 명료성을 준다." 했다. 맥도널드는 〈Rain〉에 인도 전통음악의 영향으로 인하여 "이국적인 멜리스마스러운 베이스 파트"가 확인되며, 또한 연주에 대해서는 "너무나 혁신적인 나머지 노래를 압도해버리는 위력을 가졌다." 했다. 그에 반해 해리슨의 작곡인 〈Something〉에서의 매카트니의 베이스 파트는 독창적이지만 너무 빠르고 "너무 야단스러운 즉흥연주"라고 혹평했다. 매카트니는 《Sgt. Pepper 's Lonely Hearts Club Band》에서 자신의 가장 강하고 가장 독창적인 베이스 연주가 있다고 했으며, 특히나 〈Lucy in the Sky with Diamonds〉에서 더더욱 그러하다 했다.

### 통기타
내가 만일 다른 악기를 가질 수 없게 되거든, 나는 바로 통기타를 택할 것이다.
매카트니는 통기타를 연주할 때 대개 플랫피크를 이용하지만 핑거피킹의 요소를 사용할 때도 있다. 비틀즈 음악에서 매카트니가 통기타를 연주한 트랙의 예로는 〈Yesterday〉, 〈I'm Looking Through You〉, 〈Michelle〉, 〈Blackbird〉, 〈I Will〉, 〈Mother Nature's Son〉, 〈Rocky Raccoon〉 따위가 있다. 매카트니는 〈Blackbird〉를 콕 집어 자신이 가장 좋아하는 노래라 했으며, 자신의 기타 파트에 대한 기술을 다음과 같이 설명하였다. "제게는 [핑거피킹]을 연주하는 사도(邪道)적 방법이 따로 있답니다 ...  사실은 두 현을 한번에 당겨요 .. 포크 가수들을 모방하려는 시도라 할 수 있지요." 매카트니는 그와 비슷한 기술을 〈Jenny Wren〉에서 보여준 바 있다. 통기타 녹음에서는 주로 에피폰 텍산을 쓰지만 마틴 D-28을 쓸 때도 있다.

### 전기 기타
린다는 내 기타 연주의 대단한 팬이었습니다. 다만 나는 의심을 품고 있었지요. 제가 생각하기로는 제대로 된 기타리스트도 있고, 저처럼 되는대로 연주하기를 좋아하는 사람도 있다고 봐요.

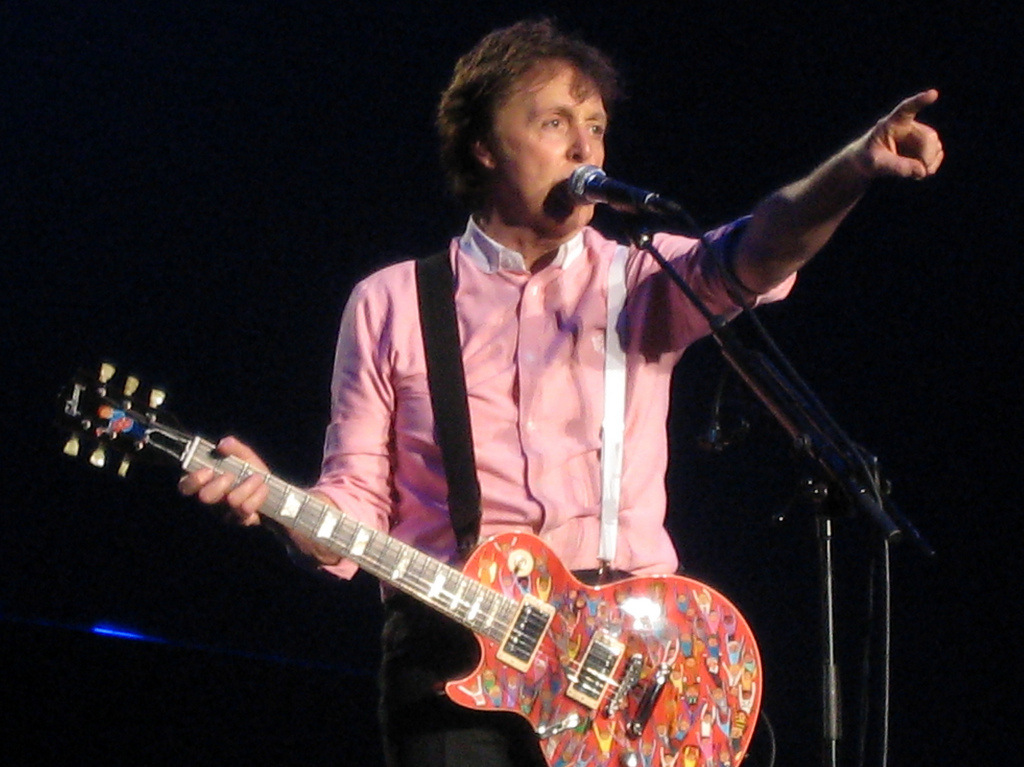
2009년 콘서트 중 깁슨 레스폴을 들고 있는 매카트니

매카트니는 비틀즈의 몇몇 노래에서 리드 기타를 연주한 바 있다. 매카트니가 에피폰 카지노를 가지고 연주했었던 〈Drive My Car〉를 두고 맥도널드는 "지독하게 모난 슬라이드 기타 솔로"라고 평가했다. 매카트니는 이 악기를 두고서 "만일에 일렉트릭 기타를 단 하나만 가져야 한다면 이것을 가질 것이다." 하기도 했다. 매카트니는 기타의 홀로 바디가 보다 많은 피드백을 줄 것이라는 생각 하에 카지노를 1964년 구매하였다. 그는 이 기타를 오늘날까지 보유하고 있다. 매카트니가 연주한 해리슨 작곡의 〈Taxman〉에 맥도널드는 "아주 놀라온 기타 솔로"가 있다 했으며, 〈Sgt. Pepper's Lonely Hearts Club Band〉와 〈Helter Skelter〉에서는 "악쓰는" 기타 연주가 발견된다 하였다. 맥도널드는 한편 매카트니의 〈Good Morning Good Morning〉에서의 기타 솔로가 "생기 넘치는 가짜 인도식"이라 하며 호평했다. 매카트니는 이 외에도 〈Another Girl〉에서 리드 기타를 맡았다.
윙스 시대의 매카트니는 일렉트릭 기타를 다른 멤버들에게 떠넘기고는 했다. 다만 《Band on the Run》에서는 예외적으로 대부분의 리드 기타를 자신이 연주했다. 1990년 가장 좋아하는 기타 연주자가 누구인지 물음받았을 때 매카트니는 에디 반 헤일런, 에릭 클랩튼, 데이비드 길모어 등을 거론하였으나, "그래도 아직까지 헨드릭스가 최고"라고 했다. 깁슨 레스폴을 전기 기타가 들어가는 작품에 많이 사용하며 라이브에서도 마찬가지다.
이런 기타들 외에도 매카트니는 다양한 전기 기타를 보유하고 사용하는 것으로 알려져 있다. 일반적으로 펜더 에스콰이어와 그 후속 모델인 펜더 텔레캐스터를 선호하며 후자는 1970년대 윙스의 선버스트 엔딩 때 사용했다. 레어한 암페그 댄 암스트롱 플렉시 기타를 소유하고도 있으며, 이것은 이 기타에서 유일한 왼손잡이용이다. 〈Helen Wheels〉의 뮤직 비디오에서 들고 나왔다.

### 보컬
매카트니는 벨트의 강하고 다양하고 폭넓은 음역대를 가지고 있으며 이것은 네 옥타브에 걸쳐 있다. 매카트니는 《롤링 스톤》 역대 최고의 가수에서 11위에 등재되었으며, 《NME》 독자 투표의 가장 위대한 가수에서는 8위를 기록하였다. 또한 《뮤직 레이더》 투표의 '역대 최고의 리드 싱어 30인'에서는 10위에 등재되었다. 매카트니의 보컬에 영향을 받았다는 유명인물 가운데에는 크리스 코넬, 빌리 조엘, 스티븐 타일러, 브래드 델프, 액슬 로즈 등이 존재한다.
매카트니의 보컬은 그 커리어를 지나는 동안 많은 음악 장르를 거쳐왔다. 〈Call Me Back Again〉에서는 베니테스에 따르면 "매카트니는 블루스스러운 솔로 보컬리스트로 반짝이고 있다" 하며, 맥도널드는 〈I'm Down〉을 "매카트니의 보컬과 스타일리스틱한 다양함으로 채색된" "로큰롤 클래식"이라고 일컬었다. 맥도널드는 〈Helter Skelter〉를 헤비 메탈의 초기 시도로서 보았으며 〈Hey Jude〉에 대하여는 "팝/록의 하이브리드"라면서, 매카트니의 "가스펠 스타일의 멜리스마의 사용"과 "페이드아웃에서의 가짜 솔 비명"이 존재함을 지적하였다. 베니테스는 〈Hope of Deliverance〉와 〈Put It There〉를 매카트니의 포크 음악에 대한 시도로서 보았으며, 음악학연구자 월터 에버렛은 〈When I'm Sixty-Four〉와 〈Honey Pie〉를 보드빌의 시도로서 보았다. 맥도널드는 비틀즈의 12마디 블루스 〈She's a Woman〉의 "스윙잉 비트"를 "지금껏 그들이 만들어낸 가장 익스트림한 사운드"라고 추켜세웠다. 또한 매카트니의 보컬은 "상한치까지 그의 흉성성역을 쥐어짜내 금방이라도 갈라질 것만 같다"고 평했다. 맥도널드는 〈I've Got a Feeling〉의 보컬에 대하여는 "팔팔하고 영혼이 담긴" 보컬 퍼포먼스를 보여주는 "선정적인 중간 템포의 로커"라 묘사했으며, 〈Back in the U.S.S.R.〉을 "[비틀즈의] 마지막 업템포 로커"라 하며, 매카트니의 "벨팅" 보컬은 〈Drive My Car〉 이래 3년만에 최고라고 했다.
매카트니는 클래시컬한 보컬도 많이 건드렸다. 비틀즈에서 〈Besame Mucho〉를 부른 것도 그의 일환. 비틀즈 이후의 커리어에서도 다양한 음악, 보컬 스타일의 실험은 계속되었다. 피치포크의 제이슨 그린은 〈Monkberry Moon Delight〉를 두고 "완전히 혼란한 보컬 테이크로서 폴은 당신의 내이(內耳) 바로 옆에서 꿀꺽거리고 엉엉거린다"며 "톰 웨이츠 공연의 현대판일는지 모른다." 덧붙였다.

### 건반

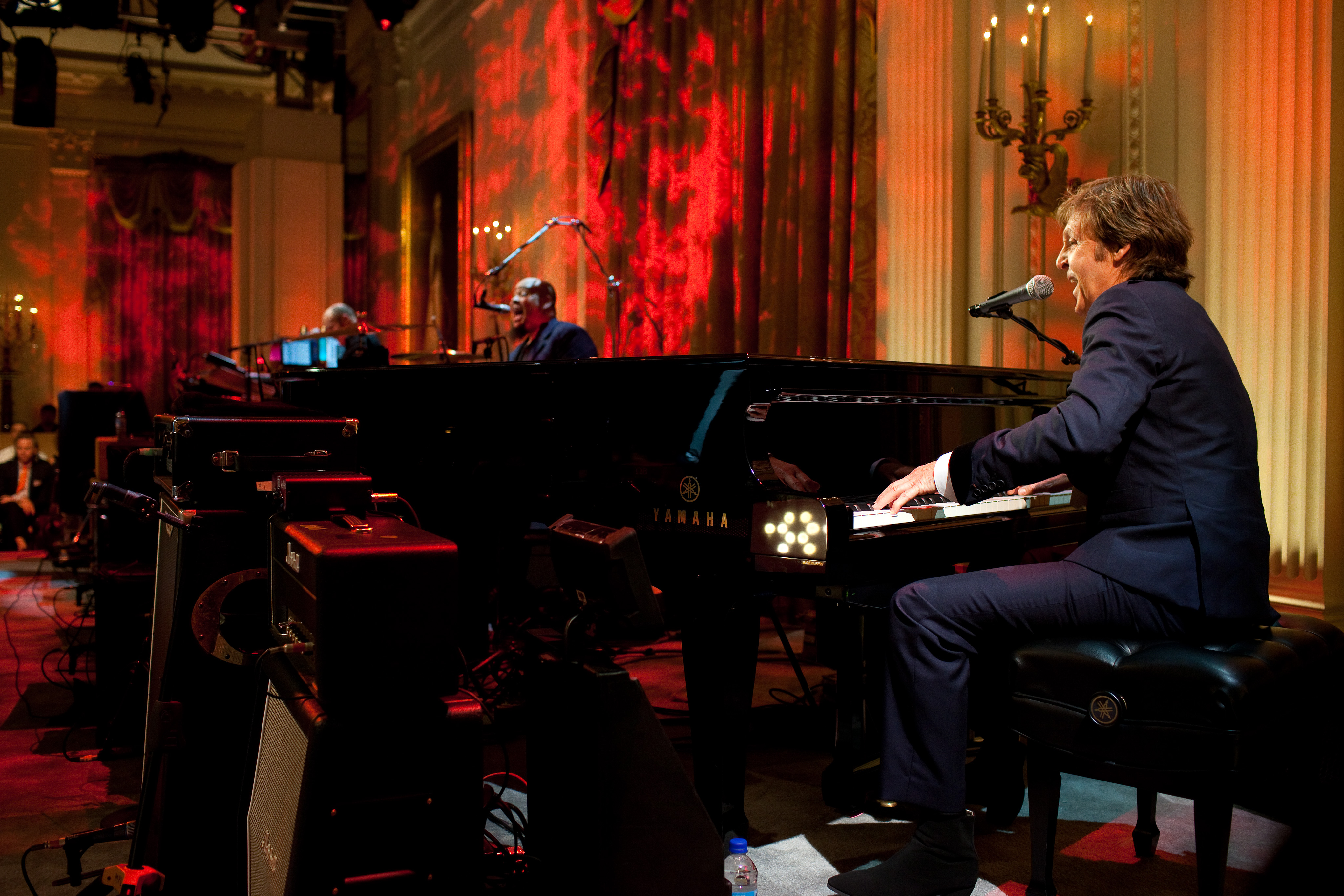
2010년 백악관 이스트 룸에서 공연하는 매카트니

매카트니는 비틀즈 시절 많은 곡에서 피아노를 연주했다. 예컨대 〈Every Little Thing〉, 〈She's a Woman〉, 〈For No One〉, 〈A Day in the Life〉, 〈Hello, Goodbye〉, 〈Hey Jude〉, 〈Lady Madonna〉, 〈Let It Be〉, 〈The Long and Winding Road〉가 그러하다. 맥도널드는 〈Lady Madonna〉의 피아노 파트가 패츠 도미노를 연상시키며, 〈Let It Be〉에는 가스펠의 리듬이 있음을 지적하였다.  맥도널드는 〈Strawberry Fields Forever〉의 매카트니의 멜로트론 인트로를 일러서 곡의 특성에 있어 불가결한 피처라고 했다. 매카트니는 비틀즈의 노래 〈Maxwell's Silver Hammer〉와 윙스의 노래 〈Loup (1st Indian on the Moon)〉에서 무그 신시사이저를 연주하였다. 잉엄은 윙스의 노래 〈With a Little Luck〉와 〈London Town〉에 대하여 "가장 섬세한 팝 신시사이저 터치로 가득하다" 했다.

### 드럼
매카트니는 비틀즈의 노래 〈Back in the U.S.S.R.〉, 〈Dear Prudence〉, 〈Martha My Dear〉, 〈Wild Honey Pie〉, 〈The Ballad of John and Yoko〉에서 드럼을 연주하였다. 아울러 자신의 솔로 앨범 《McCartney》, 《McCartney II》, 《McCartney III》에서 전 드럼 파트를 혼자 연주하였으며, 윙스의 《Band on the Run》에서도 그러했다. 솔로 앨범 《Chaos and Creation in the Backyard》에서는 다는 아니지만 거의 대부분의 파트를 자신이 연주했다. 그 밖에 매카트니가 드럼으로 참여한 곡에는 1968년 폴 존스 버전의 〈And the Sun Will Shine〉, 스티브 밀러 밴드의 1969년 노래 〈Celebration Song〉과 〈My Dark Hour〉, 푸 파이터스의 2017년 앨범 《Concrete and Gold》의 수록곡 〈Sunday Rain〉이 있다.

### 테이프 루프
1960년대 중엽 아티스트 친구 존 던바의 런던의 플랫에 매카트니가 찾아와 곧 여자친구로 발전하는 제인 애셔의 집에서 가져온 테이프로 편집을 했다. 이들은 매카트니에 의한 다양한 곡들, 음악작품, 말소리 등을 믹싱했다. 딕 제임스가 이를 데모로 만들어주었다. 미국의 아방가르드 음악인 존 케이지에 크게 영향을 받아 매카트니는 목소리, 기타, 봉고를 브레넬 테이프 레코더로 테이프 루프를 만들거나 다양한 루프를 잘라 이었다. 그는 완성된 작품을 일컬어 "일렉트로닉 교향곡"이라 했다. 매카트니는 테이프를 되감거나 속도를 빠르게 하거나 느리게 하여 다양한 효과를 창조해냈으며, 이 기법은 나중에 비틀즈 노래 〈Tomorrow Never Knows〉와 〈The Fool on the Hill〉에 쓰이게 된다.

## 음반 목록
| 솔로 - 《McCartney》 (1970) - 《Ram》 (1971) (폴 & 린다 매카트니) - 《McCartney II》 (1980) - 《Tug of War》 (1982) - 《Pipes of Peace》 (1983) - 《Give My Regards to Broad Street》 (1984) - 《Press to Play》 (1986) - 《Снова В СССР》 (1988) (커버 음반) - 《Flowers in the Dirt》 (1989) - 《Off the Ground》 (1993) - 《Flaming Pie》 (1997) - 《Run Devil Run》 (1999) (커버 음반) - 《Driving Rain》 (2001) - 《Chaos and Creation in the Backyard》 (2005) - 《Memory Almost Full》 (2007) - 《Kisses on the Bottom》 (2012) (커버 음반) - 《New》 (2013) - 《Egypt Station》 (2018) | 윙스 - 《Wild Life》 (1971) - 《Red Rose Speedway》 (1973) - 《Band on the Run》 (1973) - 《Venus and Mars》 (1975) - 《Wings at the Speed of Sound》 (1976) - 《London Town》 (1978) - 《Back to the Egg》 (1979) 클래식 - 《Paul McCartney's Liverpool Oratorio》 (1991) (칼 데이비스와 함께함) - 《Standing Stone》 (1997) - 《Working Classical》 (1999) - 《Ecce Cor Meum》 (2006) - 《Ocean's Kingdom》 (2011) (피터 마틴스와 함께한 댄스곡) | 기타 - 《The Family Way》 (1966) (조지 마틴과의 영화 음악) - 《Thrillington》 (1977) (퍼시 "스릴스" 스릴링턴) - 《Strawberries Oceans Ships Forest》 (1993) (파이어맨) - 《Rushes》 (1998) (파이어맨) - 《Liverpool Sound Collage》 (2000) (리믹스 음반) - 《Twin Freaks》 (2005) (with the Freelance Hellraiser) - 《Electric Arguments》 (2008) (파이어맨) |

## 출연 작품
- 캐리비안의 해적: 죽은 자는 말이 없다

### 주해
1. ↑  짐 매카트니의 아버지는 E플랫 투바를 연주했다.
[21]
매카트니의 아버지는 라디오에서 틀어주는 곡의 베이스 파트를 집어줄 수 있었으며 자주 아들을 현지의 브레스 밴드 콘서트에 데려다주곤 했다.[22]
2. ↑  1963년 비틀즈는 《Please Please Me》와 《With the Beatles》의 정규 앨범 두 장을 발표했으며 이듬해 1964년에는 《A Hard Day's Night》와 《Beatles for Sale》의 앨범 두 장을 더 발표한다.[36]
3. ↑  《Revolver》에는 폴 매카트니가 〈Yesterday〉 다음으로 좋아하는 〈Here, There and Everywhere〉도 실려 있다.[50]
4. ↑  폴 매카트니 본인의 말에 따르면 〈Penny Lane〉은 바흐의 두 번째 브란덴부르크 협주에 영향을 받았다고 한다.[58]
5. ↑  《The Beatles》는 애플 레코드에서 발매한 첫 LP이다. 애플 레코드는 애플 코어의 자회사인데, 애플 코어는 애플 엡스타인의 절세 계획의 일부로서 탄생한 복합회사이다.[69]
6. ↑  1988년 비틀즈가 로큰롤 명예의 전당에 헌액되었을 때 매카트니는 시상식에 참여치 않았다. 풀리지 않은 법적 분쟁으로 인하여 "[해리슨과 스타]와의 가짜 재결합에서 미소 지으며 손을 흔드는 게 완전히 위선적으로 생각되어서"라고.[75]
7. ↑  비틀즈는 영국에서 22개 싱글과 12개 정규앨범을 냈으며 이중 17개 싱글과 11개 LP가 여러 차트에서 1위에 올랐다.[76] 빌보드 핫 100 정상을 20회 차지했으며 넘버원 앨범을 14장 배출했으며 레논과 매카트니의 작곡 파트너십은 20세기 가장 유명한 것으로 손꼽힌다.[77] 매카트니는 미국에서의 마지막 1위 싱글의 6개곡 중 5개곡(〈Hello, Goodbye〉 (1967), 〈Hey Jude〉 (1968), 〈Get Back〉 (1969)", 〈Let It Be〉, 〈The Long and Winding Road〉)의 주된 작곡가였다.[78]
8. ↑  《McCartney》는 영국에서 2위를 달성했으며 차트에서는 32주간 머물렀다.[83]
9. ↑  윙스의 첫 앨범 《Wild Life》는 미국에서 톱 10을, 영국에서 톱 20을 달성했다. 영국 차트에서 9주를 머물렀다.[86]
10. ↑  1973년 5월 윙스는 영국에서 21회짜리 순회공연을 가졌는데, 이번에는 브린슬리 슈바르츠가 동행했다.[89]
11. ↑  〈Live and Let Die〉는 매카트니의 라이브 공연에서 단골로 등장케 되었으며, 그 모던한 사운드는 윙스가 1970년대 무대에서 도입한 불꽃놀이와 레이저 라이트 디스플레이와 잘 어울렸다.[94]
12. ↑  《Band on the Run》은 영국 최초의 플래티넘 LP였다.[97]
13. ↑  《Wings at the Speed of Sound》는 영국에서 최고 2위, 차트에서 35주 머물렀다. 《NME》에서는 이 앨범을 차트 1위로 쳐줬다. 이 앨범은 미국에서 세 개 차트에서 1위를 달성해냈다.[102]
14. ↑  1977년 매카트니는 가명을 대고 앨범 《Thrillington》을 발표한다. 명의는 피서 "스릴스" 스릴링턴이며 커버 디자인을 힙노시스에서 맡았다.[107]
15. ↑  《London Town》의 제작 도중 맥컬로크와 잉글리시가 윙스를 탈퇴하는 바람에 기타리스트 로렌스 주버와 드러머 스티브 홀리를 영입하였다.[109]
16. ↑  윙스가 해산하게 된 것에는 다른 이유도 존재하는데, 첫째는 《Back to the Egg》의 실패로 인한 긴장, 둘째는 일본에서의 마리화나 소지로 인한 체포로 투어가 중지되고 윙스가 금전적 타격을 입은 것, 셋째는 레인이 밝힌 바인데 매카트니가 존 레논의 피살사건을 겪고 나서 자신의 안전을 저어하여 투어를 꺼려하게 되었다는 것이다. 매카트니의 당시 대변인은 "폴은 다른 일이 생겼고, 그 뿐입니다."라고 했다.[114]
17. ↑  윙스는 모두 합하여 정규앨범 7장을 발표했으며 여기서 두 장이 영국 차트 정상을, 네 장이 미국 차트 정상을 올랐다. 그네들의 몇 안 되는 라이브 앨범 가운데 하나인 트리플 라이브 앨범 《Wings over America》가 미국에서 1위를 달성키도 했다.[115] 빌보드에서는 여섯 장의 1위 싱글을 만들었으며, 여기에는  〈Listen to What the Man Said〉,  〈Silly Love Songs〉 등이 속하며 여덟 장의 톱 10 싱글을 또 만들어냈다. 8장의 RIAA 인정 플래티넘 싱글과 6장의 플래티넘 앨범을 미국에서 만들었으며[95] 영국에서는 하나의 1위 싱글과 12장의 톱 10 싱글과 두 장의 1위 앨범을 만들었다.[116]
18. ↑  《Tug of War》는 영미에서 1위를 차지했다.[118]
19. ↑  《Pipes of Peace》는 영국에서 4위를 달성, 23주간 차트에 머물렀다. 미국에서는 15위를 달성했으며 또한  매카트니의 가장 최근의 RIAA 인정 플래티넘 판매량 달성 앨범이기도 하다.[121]
20. ↑  〈Spies Like Us〉는 영국에서 13위를 차지, 차트에서 10주간 머물렀으며, 미국에서는 7위를 차지했다. 이것은 2012년 기준으로 가장 최근의 매카트니의 미국 톱 10 안착 기록이다.[126]
21. ↑  《Press to Play》는 영국에서 8위, 미국에서 30위를 달성했다.[129]
22. ↑  1989년 〈Ferry Cross the Mersey〉는 영국에서 1위를 차지했다.[132]
23. ↑  《Flowers in the Dirt》는 2012년 기준으로 가장 최근의 매카트니의 영국 1위 앨범이다. 미국에서는 21위에 그쳤다.[134]
24. ↑  《Tripping the Live Fantastic》는 영국에서 17위, 미국에서 26위를 달성했다.[137]
25. ↑  104회의 'Tripping the Live Fantastic' 투어 동안 매카트니는 하룻밤에 무려 14곡의 비틀즈 노래를 연주했는데, 이는 공연의 절반에 가까운 것이었다.[138]
26. ↑  《Unplugged: The Official Bootleg》은 영국에서 7위, 미국에서 14위까지 올랐다.[144]
27. ↑  《Off the Ground》는 영국에서 5위, 미국에서 17위를 달성했다.[147]
28. ↑  《Paul Is Live》는 영국에서 34위, 미국에서 78위를 달성했다.[149]
29. ↑  뉴 월드 투어에 즈음하여 휘튼이 드러머 블레어 커닝햄으로 교체되었다.[150] 매카트니의 1993년 미국 투어는 미국에 있어 두 번째로 큰 수익을 올린 투어로서 24개 공연에서 3,230만 달러의 수입을 올렸다.[151]
30. ↑  《Flaming Pie》는 영미에서 2위를 치지하였다. 아울러 2012년 기준으로 19위에 올라 매카트니의 가장 높은 최근 톱 20 히트곡으로 기록된 〈Young Boy〉를 창출해냈다.[155]
31. ↑  《Run Devil Run》은 영국에서 12위, 미국에서 27위를 달성했다.[158]
32. ↑  《Driving Rain》은 영국에서 46위, 미국에서 26위를 달성했다.[164]
33. ↑  《Back in the US》는 미국에서 8위, 《Back in the World》는 영국에서 5위를 차지했다.[167]
34. ↑  드라이빙 월드 투어에서 매카트니는 36개로 구성된 세트리스트에서 23개를 비틀즈 곡으로 선정했으며 앙코르는 모두 비틀즈 노래였다.[138]
35. ↑  2005년 6월 일렉트로니카 앨범 《Twin Freaks》를 발표했다. 부틀렉 프로듀서 겸 리믹서 프리랜스 헬레이서와 콜라보한 프로젝트로서 솔로 시대의 곡들을 리믹스한 것을 담았다.[175]
36. ↑  《Chaos and Creation in the Backyard》는 2012년 기준으로 매카트니의 가장 최근의 톱 10 앨범이다. 영국에서 10위, 미국에서 6위를 달성했다. 영국에서 2014년 기준으로 가장 최근의 톱 20 히트 싱글 〈Fine Line〉이 차트의 진입에 이바지했으며 미국에서는 차트 진입에 실패했다. 또한 〈Jenny Wren〉이 영국에서 22위에 올랐다.[177]
37. ↑  매카트니는 《Chaos and Creation in the Backyard》의 발표와 함께 더 'US' 투어를 시작했다. 8개 공연에서 1,700만 달러 수익을 올려 미국에서 2005년 10번째로 높은 수익을 거둔 투어로 기록되었다. 투어의 오프닝 공연에서 35개곡을 연주했으며 이중 23개곡이 비틀즈 노래였다.[178]
38. ↑  영미 모두에서 《Ecce Cor Meum》는 2위를 차지했다.[179]
39. ↑  《Memory Almost Full》는 미국에서 3위를 달성했으며 15주간 차트에 머물렀다. 2014년 기준으로 매카트니의 가장 최근의 톱 5 앨범이다.[181]
40. ↑  《Electric Arguments》는 빌보드 200 독립앨범 차트에서 1위를 차지했다.[183]
41. ↑  2010년 아이튠스가 비틀즈의 정규앨범 전집과 《Past Masters》, 《1962–1966》, 《1967–1970》를 공개하여 비틀즈를 중대한 클래식 록 아티스트 가운데 디지털 시장에 그 음악을 판매하게 된 아티스트의 후발주자로 만들었다.[189]
42. ↑  2012년 5월 8일 매카트니의 밴드는 멕시코 시티에서 37개곡을 공연했으며 그중 23곡이 비틀즈 노래였다.[195]

## 참고 문헌
- Babiuk, Andy; Bacon, Tony (editor) (2002). 《Beatles Gear: All the Fab Four's Instruments, from Stage to Studio》 Revis판. Backbeat Books. ISBN 978-0-87930-731-8.
- Bacon, Tony; Morgan, Gareth (2006). 《Paul McCartney – Bass Master – Playing the Great Beatles Basslines》 1판. Backbeat Books. ISBN 978-0-87930-884-1.
- Badman, Keith (1999). 《The Beatles After the Breakup 1970–2000: A Day-by-Day Diary》 2001판. Omnibus. ISBN 978-0-7119-8307-6.
- Benitez, Vincent Perez (2010). 《The Words and Music of Paul McCartney: The Solo Years》. Praeger. ISBN 978-0-313-34969-0.
- Blaney, John (2007). 《Lennon and McCartney: Together Alone》 1판. Jawbone Press. ISBN 978-1-906002-02-2.
- Bronson, Fred (1992). 《The Billboard Book of Number One Hits》 3 revis판. Billboard Books. ISBN 978-0-8230-8298-8.
- Brown, Peter; Gaines, Steven (2002). 《The Love You Make: An Insider's Story of The Beatles》. New American Library. ISBN 978-0-451-20735-7.
- Buk, Askold (1996). “Strum Together”. 《Guitar World: Acoustic》 (17).
- Carlin, Peter Ames (2009). 《Paul McCartney: A Life》. Touchstone. ISBN 978-1-4165-6209-2.
- Doggett, Peter (2009). 《You Never Give Me Your Money: The Beatles After the Breakup》 1 US hacover판. Harper. ISBN 978-0-06-177446-1.
- Emerick, Geoff; Massey, Howard (2006). 《Here, There and Everywhere: My Life Recording the Music of The Beatles》. Gotham. ISBN 978-1-59240-269-4.
- Everett, Walter (1999). 《The Beatles as Musicians: Revolver through the Anthology》. Oxford University Press. ISBN 978-0-19-512941-0.
- George-Warren, Holly, 편집. (2001). 《The Rolling Stone Encyclopedia of Rock & Roll》 2005 revis a updat판. Fireside. ISBN 978-0-7432-9201-6.
- Gould, Jonathan (2007). 《Can't Buy Me Love: The Beatles, Britain and America》 Fir Paperback판. Three Rivers Press. ISBN 978-0-307-35338-2.
- Graff, Gary (January 2000). “Yesterday & Today”. 《Guitar World》 20 (1).
- Glenday, Craig (editor) (2008). 《Guinness World Records 2009》. 《Guinness World Records Ltd.》. ISBN 978-1-904994-37-4.
- Harry, Bill (2000a). 《The Beatles Encyclopedia: Revised and Updated》. Virgin. ISBN 978-0-7535-0481-9.
- Harry, Bill (2003). 《The George Harrison Encyclopedia》. Virgin. ISBN 978-0-7535-0822-0.
- Harry, Bill (2000b). 《The John Lennon Encyclopedia》. Virgin. ISBN 978-0-7535-0404-8.
- Harry, Bill (2002). 《The Paul McCartney Encyclopedia》. Virgin. ISBN 978-0-7535-0716-2.
- Ingham, Chris (2009). 《The Rough Guide to The Beatles》 3판. Rough Guides. ISBN 978-1-84836-525-4.
- Jisi, Chris (October 2005). “He Can Work It Out”. 《Bass Player》 16 (10).
- Kastan, David Scott (2006). 《Oxford Encyclopedia of British Literature》 1. Oxford University Press. ISBN 978-0-19-516921-8.
- Levy, Joe (editor) (2005). 《Rolling Stone's 500 Greatest Albums of All Time》 Fir Paperback판. Wenner Books. ISBN 978-1-932958-61-4.
- Lewisohn, Mark (1992). 《The Complete Beatles Chronicle:The Definitive Day-By-Day Guide to the Beatles' Entire Career》 2010판. Chicago Review Press. ISBN 978-1-56976-534-0.
- Lewisohn, Mark (editor) (2002). 《Wingspan: Paul McCartney's Band on the Run》. Little, Brown. ISBN 978-0-316-86032-1.
- “Most Excellent Order of the British Empire”. 《The London Gazette (supplement)》. 1965년 6월 4일. 2009년 1월 11일에 원본 문서에서 보존된 문서. 2010년 5월 11일에 확인함.
- MacDonald, Ian (2005). 《Revolution in the Head: The Beatles' Records and the Sixties》 3 (2007)판. Chicago Review Press. ISBN 978-1-55652-733-3.
- McCartney, Paul; Mitchell, Adrian (editor) (2001). 《Blackbird singing: Poems and Lyrics 1965–1999》. W. W. Norton and Company Inc. ISBN 978-0-393-02049-6.
- McGee, Garry (2003). 《Band on the Run: A History of Paul McCartney and Wings》. Taylor Trade. ISBN 978-0-87833-304-2.
- Miles, Barry (1997). 《Paul McCartney: Many Years From Now》 1 Hacover판. Henry Holt & Company. ISBN 978-0-8050-5248-0.
- Miles, Barry (1998). 《The Beatles: A Diary—An Intimate Day by Day History》 2009판. JG Press. ISBN 978-1-57215-010-2.
- Miles, Barry (2001). 《The Beatles Diary Volume 1: The Beatles Years》. Omnibus. ISBN 978-0-7119-8308-3.
- Molenda, Michael (November 2005). “Here, There, and Everywhere”. 《Guitar Player》 39 (11).
- Mulhern, Tom (July 1990). “Paul McCartney”. 《Guitar Player》. 24, No.7 (246).
- Roberts, David (editor) (2005). 《British Hit Singles & Albums》 18판. Guinness World Records Limited. ISBN 978-1-904994-00-8.
- Sandford, Christopher (2006). 《McCartney》. Carroll & Graf. ISBN 978-0-7867-1614-2.
- Sheff, David; Golson, G. Barry (editor) (1981). 《The Playboy Interviews with John Lennon & Yoko Ono》. Playboy Press. ISBN 0-87223-705-2.
- Sounes, Howard (2010). 《Fab: An Intimate Life of Paul McCartney》. Da Capo Press. ISBN 978-0-306-81783-0.
- Southall, Brian; Perry, Rupert (contributor) (2006). 《Northern Songs: The True Story of the Beatles Song Publishing Empire》. Omnibus. ISBN 978-1-84609-237-4.
- Spitz, Bob (2005). 《The Beatles: The Biography》. Little, Brown and Company. ISBN 978-0-316-80352-6.
- The Beatles (2000). 《The Beatles Anthology》. Chronicle Books. ISBN 978-0-8118-3636-4.
- Wenner, Jann; George-Warren, Holly (editor) (2000). 《Lennon Remembers》. Verso. ISBN 1-85984-600-9.
- Womack, Kenneth (2007). 《Long and Winding Roads: The Evolving Artistry of the Beatles》. Continuum. ISBN 978-0-8264-1746-6.

## 추가 참고 도서 목록
- Barrow, Tony (2005). 《John, Paul, George, Ringo & Me: The Real Beatles Story》. Thunder's Mouth. ISBN 1-56025-882-9.
- Barrow, Tony (2004). 《Paul McCartney》. Carlton Publishing. ISBN 978-1-84442-822-9.
- Davies, Hunter (2009). 《The Beatles: The Authorized Biography》 3 revis판. W. W. Norton & Company. ISBN 978-0-393-33874-4.
- Gambaccini, Paul (1993). 《Paul McCartney: In His Own Words》. Omnibus Press. ISBN 978-0-86001-239-9.
- Gambaccini, Paul (1996). 《The McCartney Interviews: After the Break-Up》 2판. Omnibus Press. ISBN 978-0-7119-5494-6.
- Gracen, Jorie B. (2000). 《Paul McCartney: I Saw Him Standing There》. Watson-Guptill Publications. ISBN 978-0-8230-8372-5.
- Kirchherr, Astrid; Voormann, Klaus (1999). 《Hamburg Days》. Guildford, Surrey: Genesis Publications. ISBN 978-0-904351-73-6.
- Martin, George (1979). 《All You Need Is Ears》. New York: St. Martin's Press. ISBN 978-0-312-11482-4.
- Martin, George; Pearson, William (1994). 《Summer of Love: The Making of Sgt. Pepper》. Macmillan. ISBN 0-333-60398-2.
- Peel, Ian (2002). 《The Unknown Paul McCartney: McCartney and the avant-garde》. Reynolds & Hearn. ISBN 978-1-903111-36-9.
- Raymer, Miles (2010). 《How to Analyze the Music of Paul McCartney》. ABDO Publishing Company. ISBN 978-1-61613-531-7.